# Arte cristiano

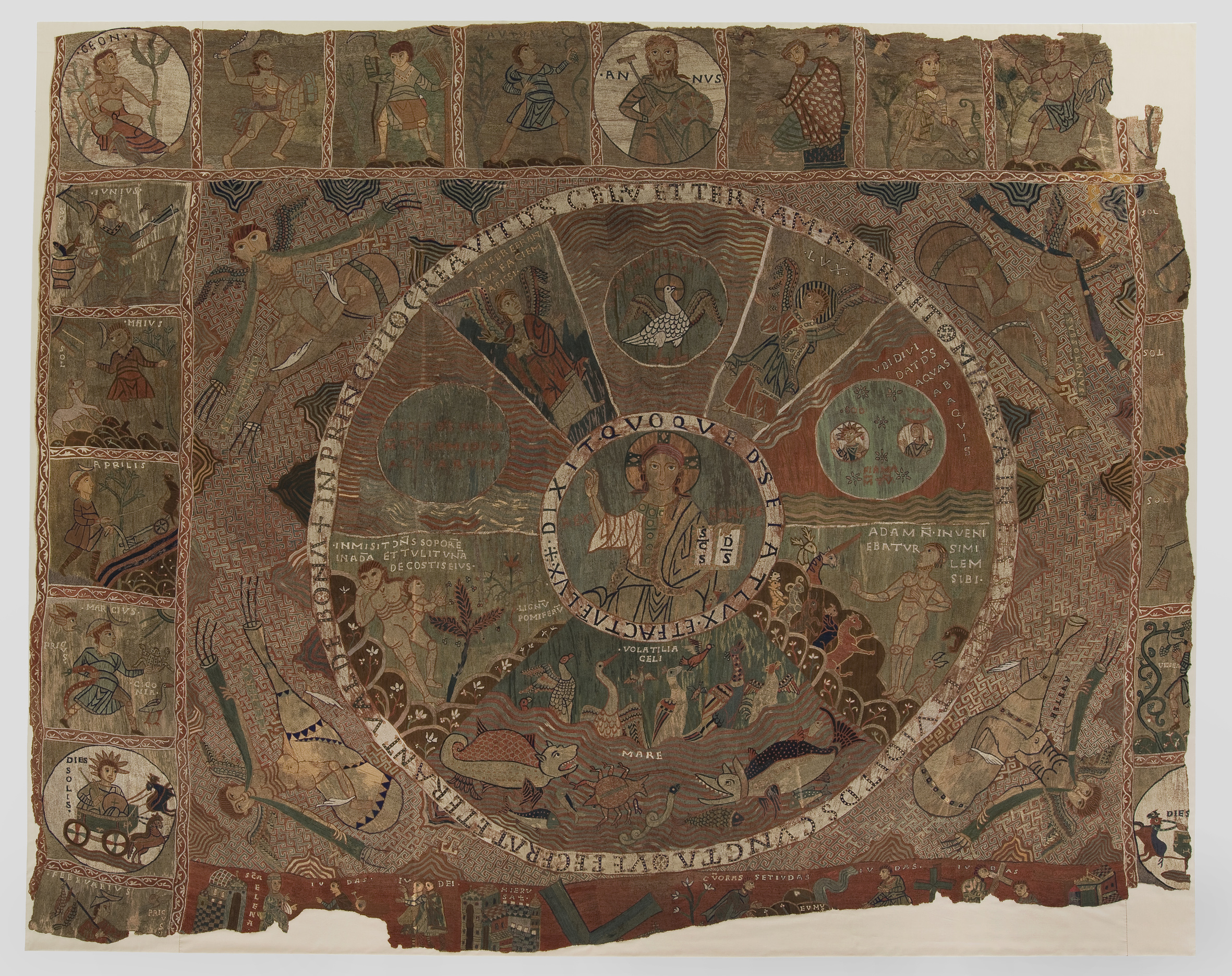
Tapiz de la Creación.

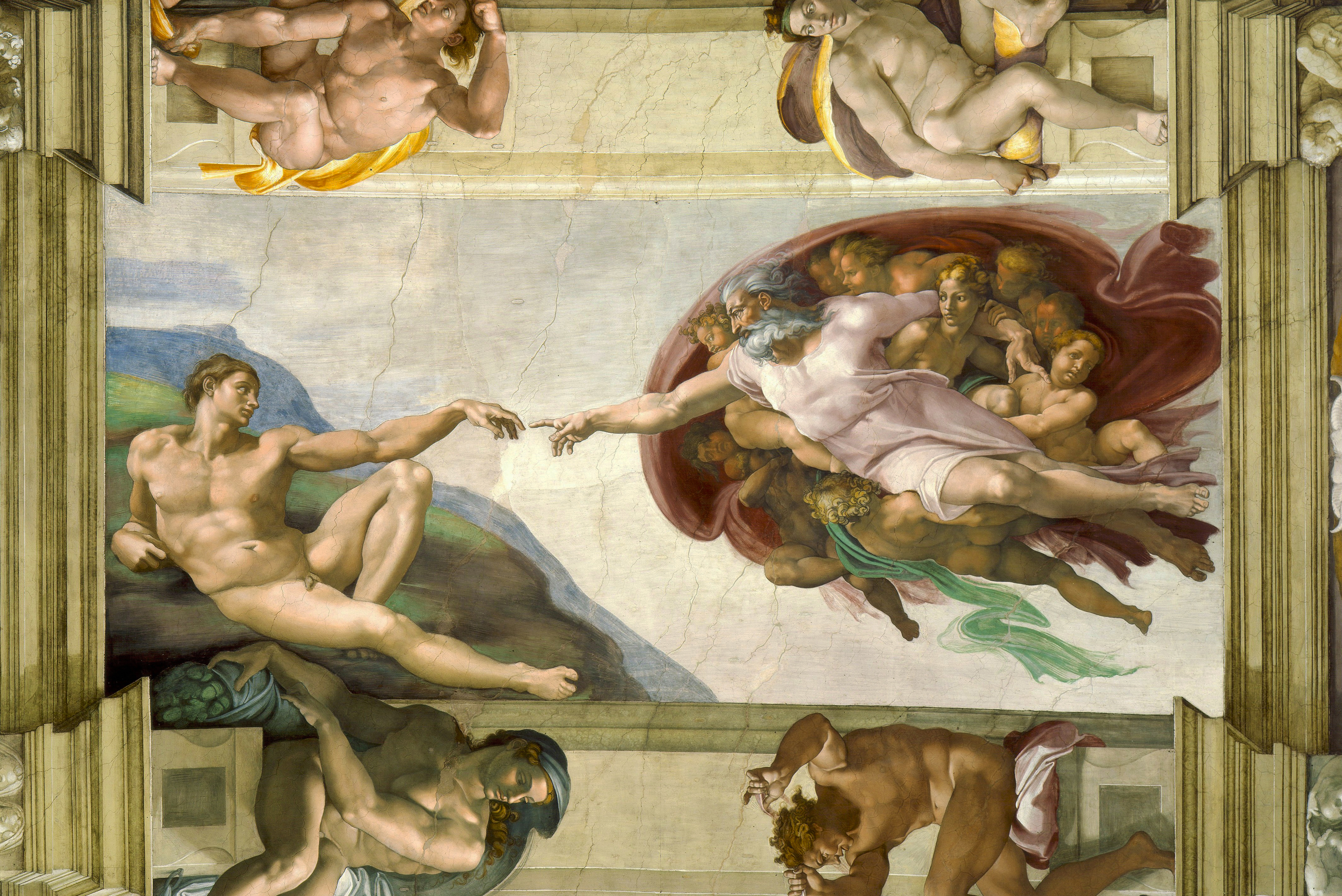
Creación de Adán, de Miguel Ángel.

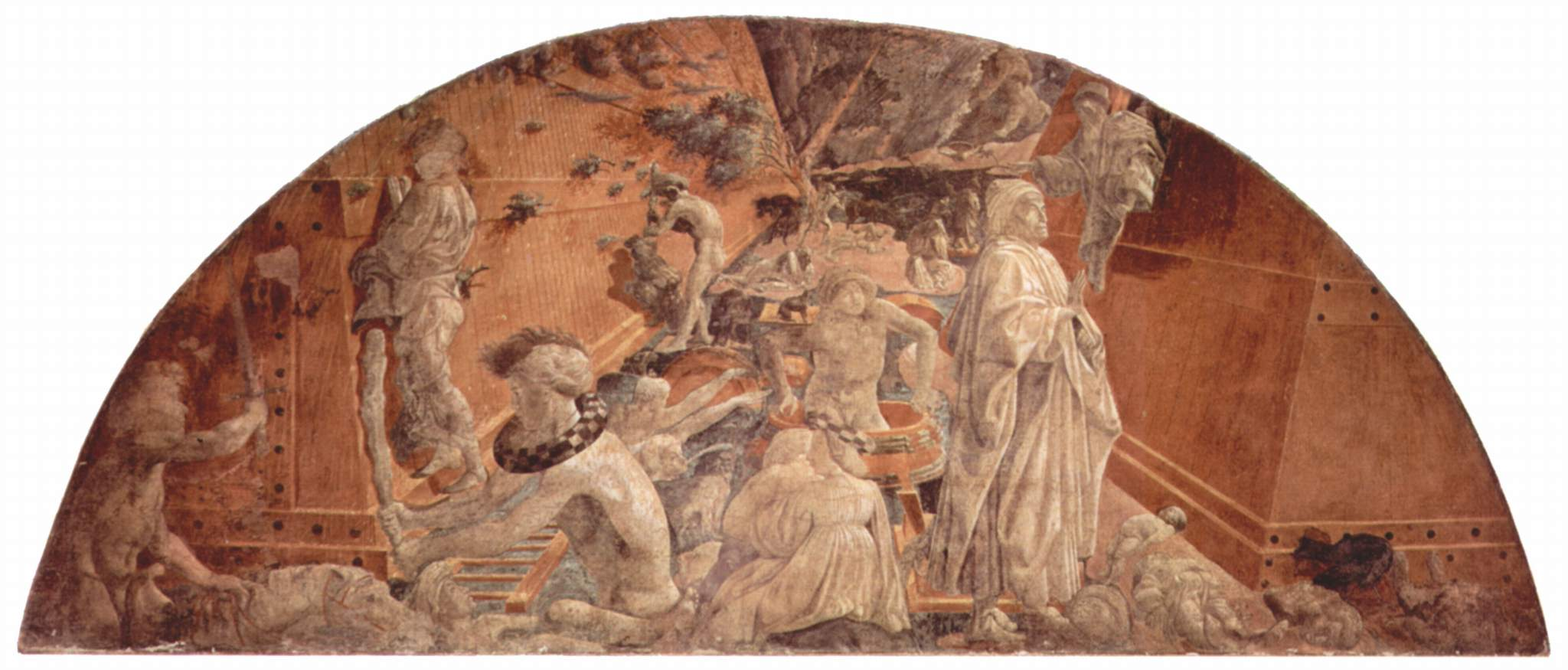
El Arca de Noé, de Paolo Ucello.

La torre de Babel, de Peter Brueghel el Viejo.

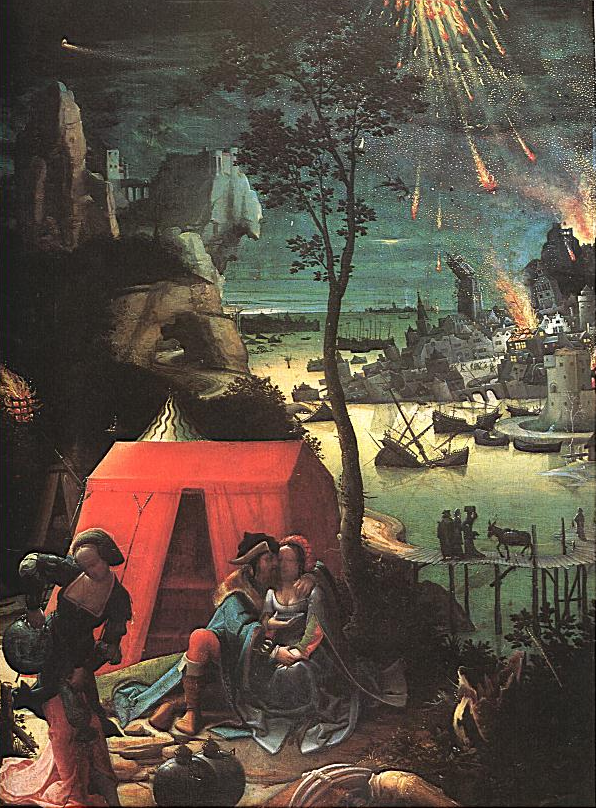
Lot y sus hijas (al fondo, la destrucción de Sodoma y Gomorra), de Lucas van Leyden.

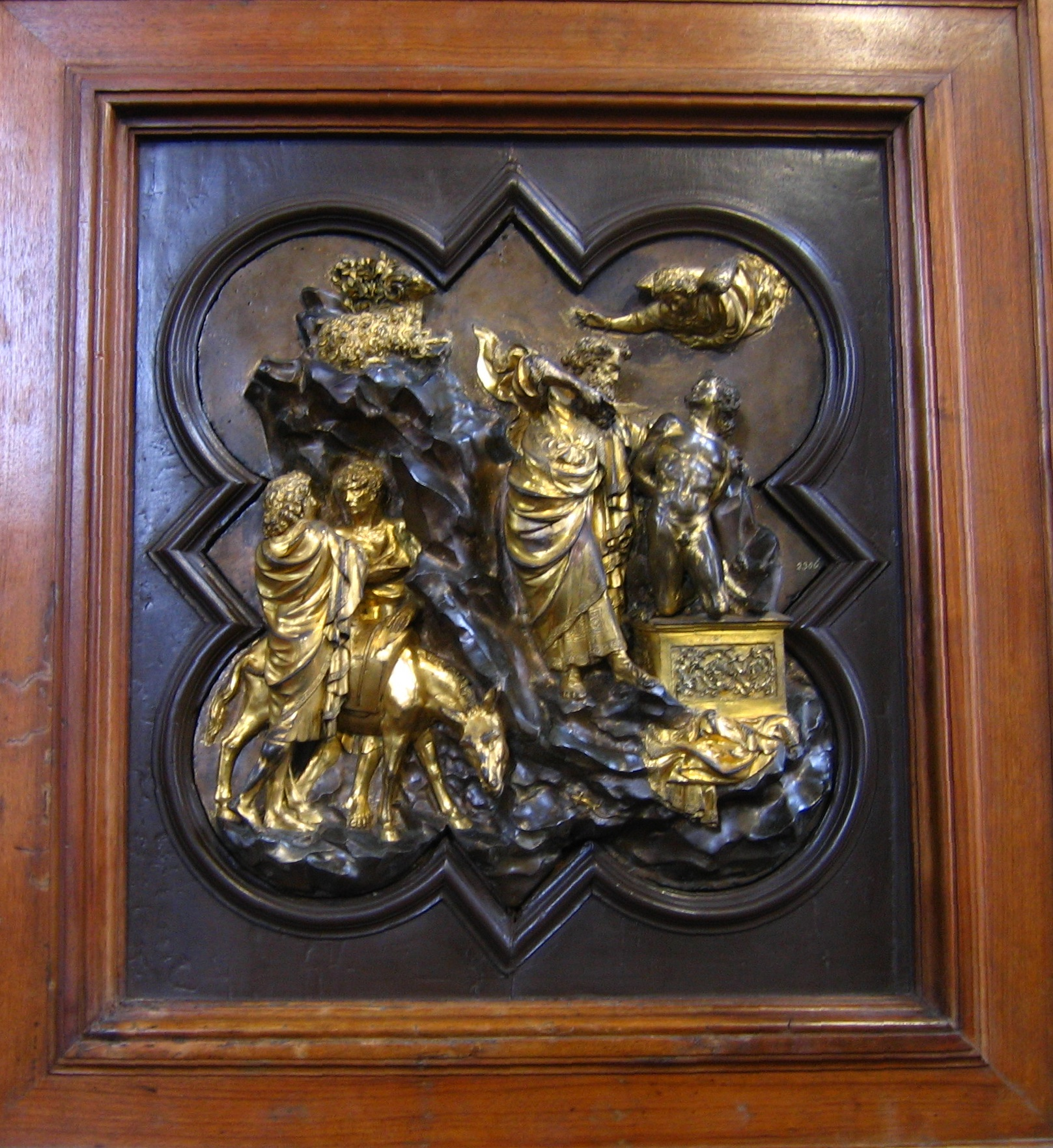
Sacrificio de Isaac, de Ghiberti.

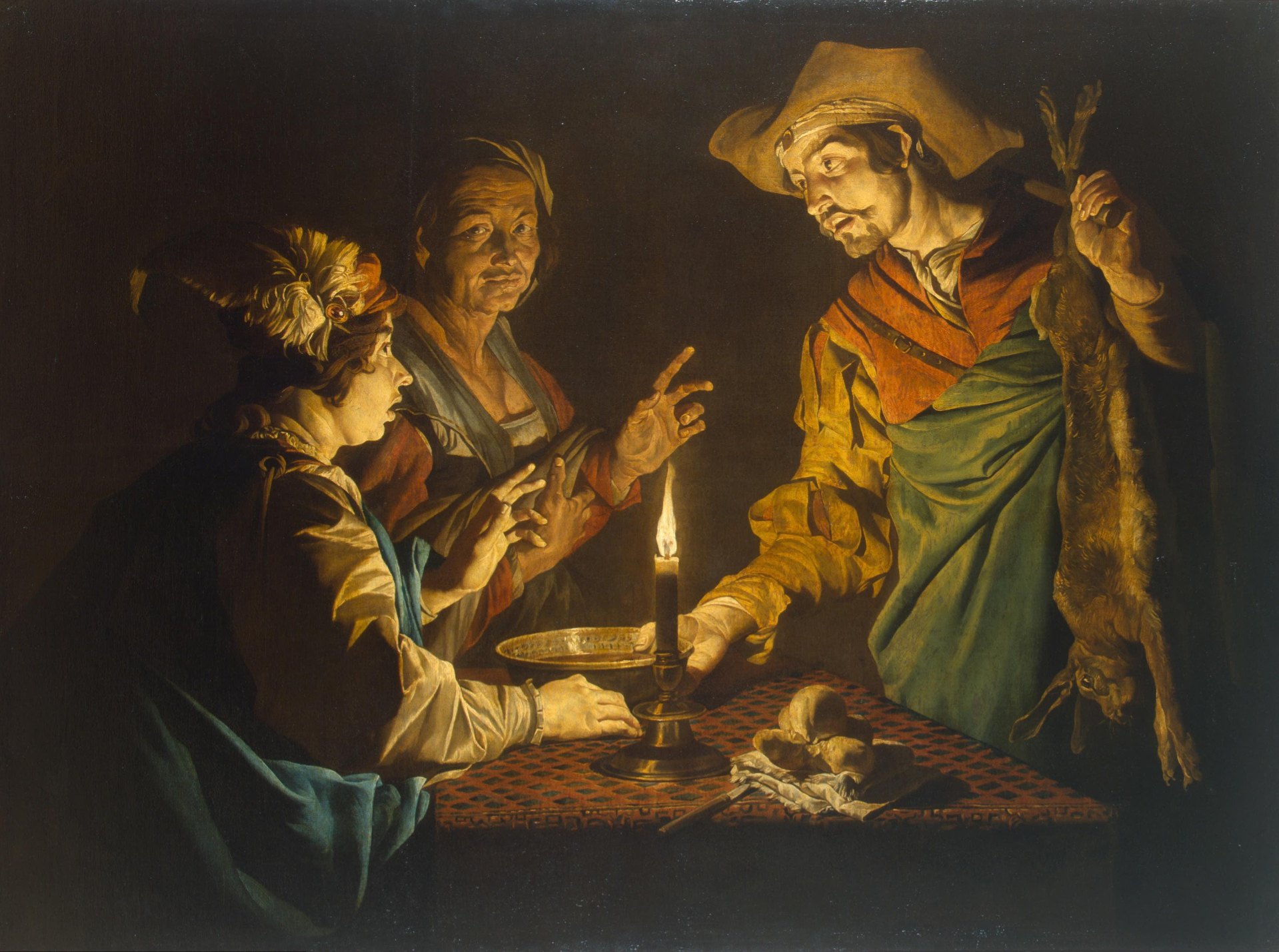
Esaú y Jacob, de Matthias Stom.

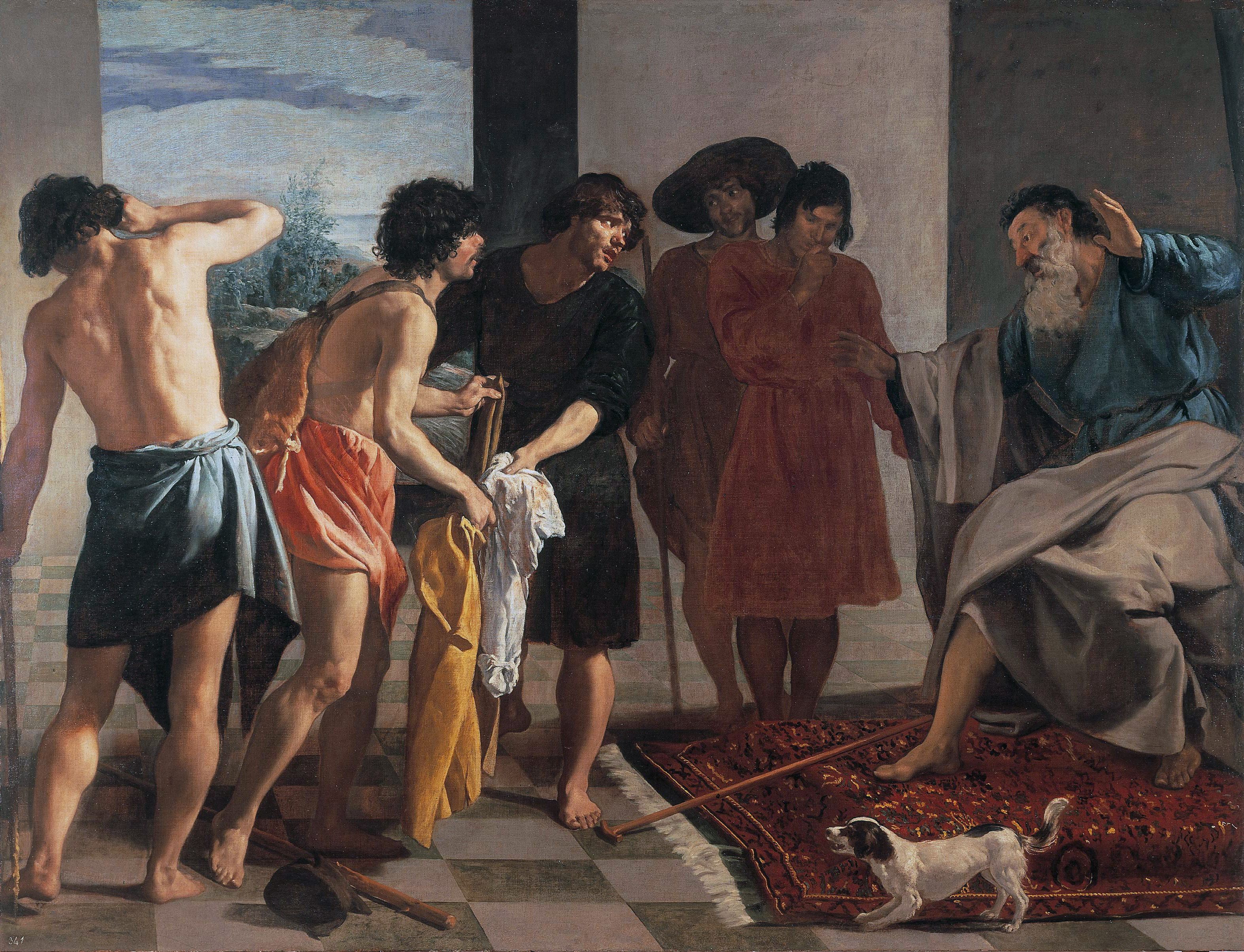
La túnica de José, de Velázquez.

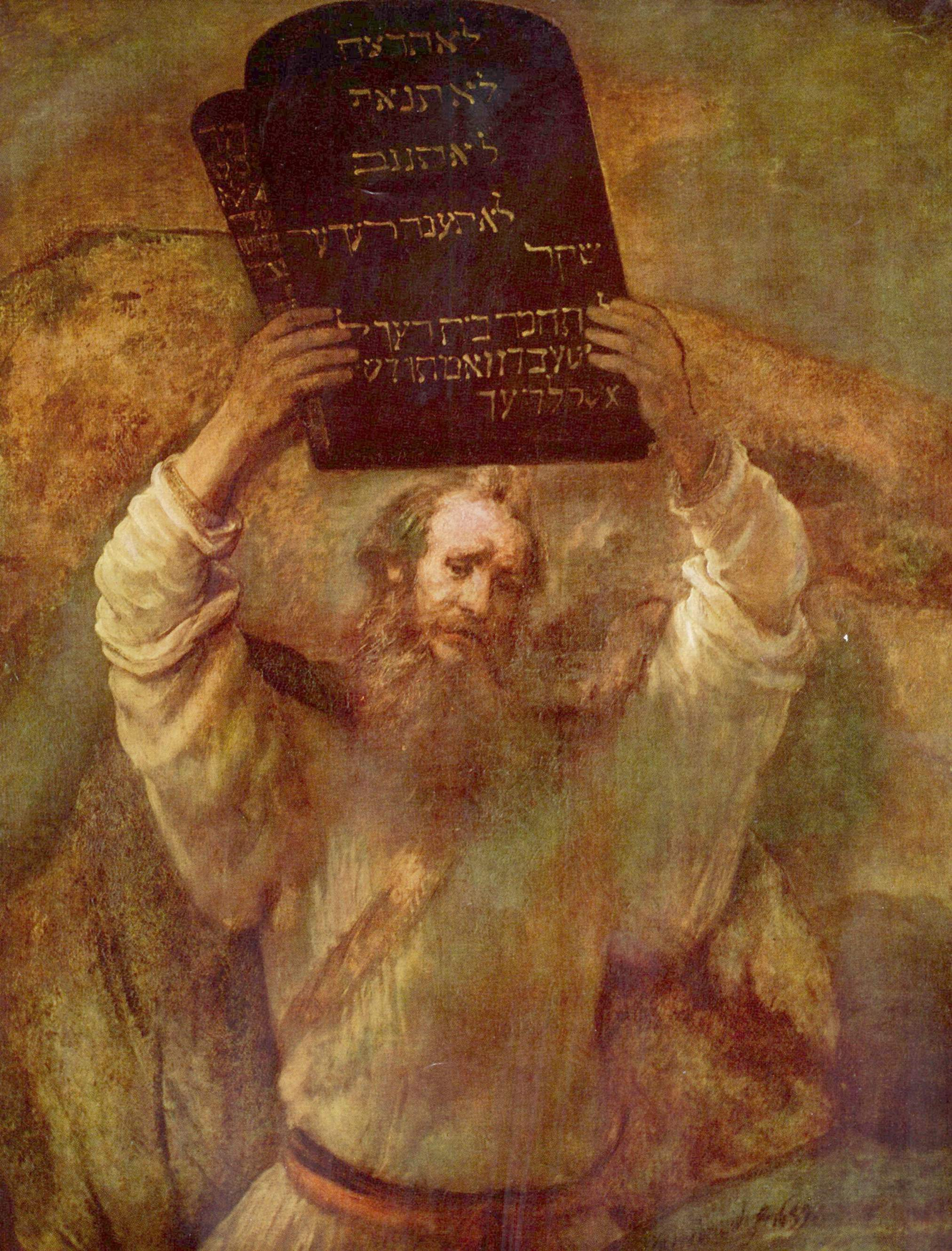
Moisés con las Tablas de la Ley, de Rembrandt.

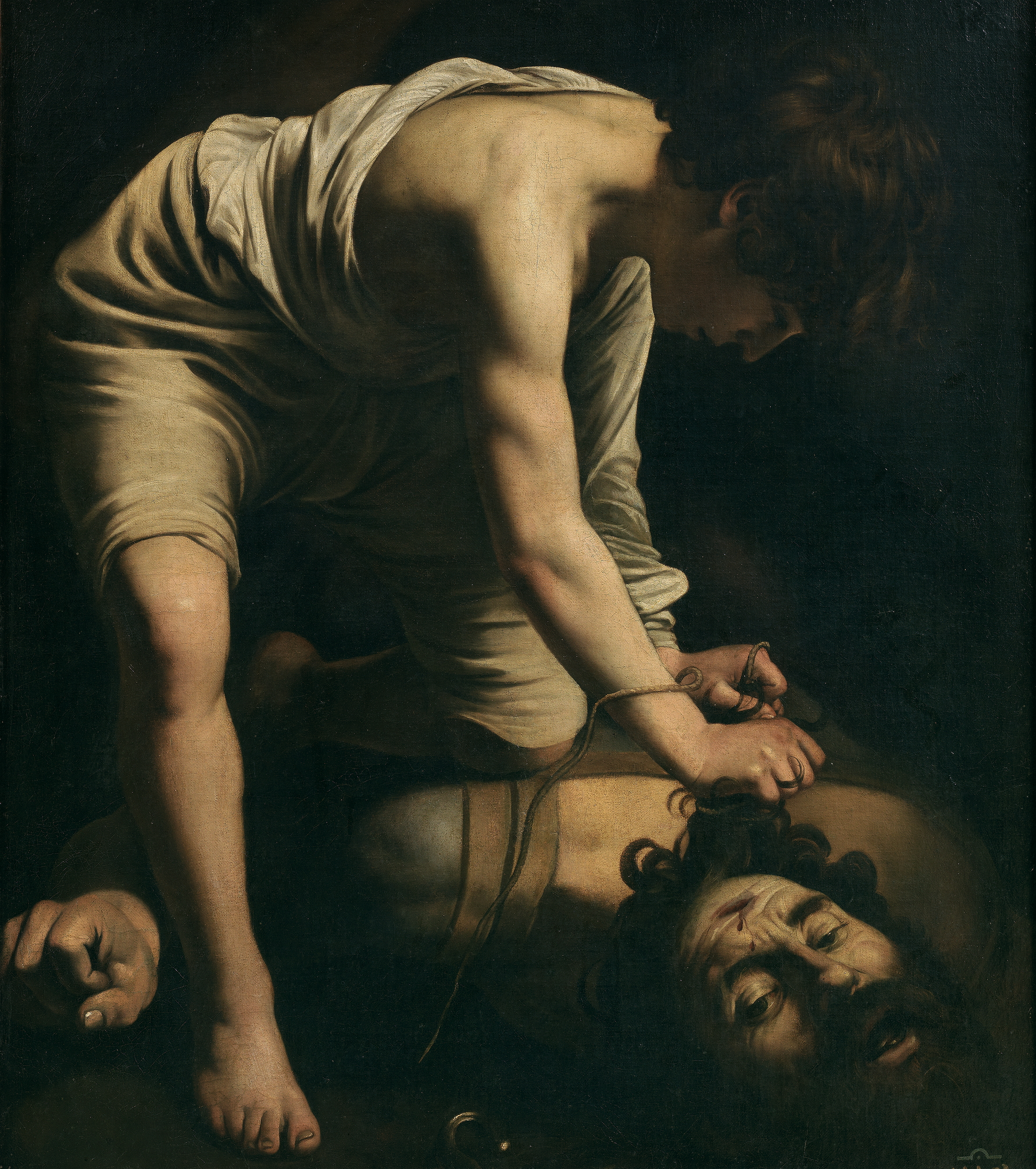
David y Goliath, de Caravaggio.

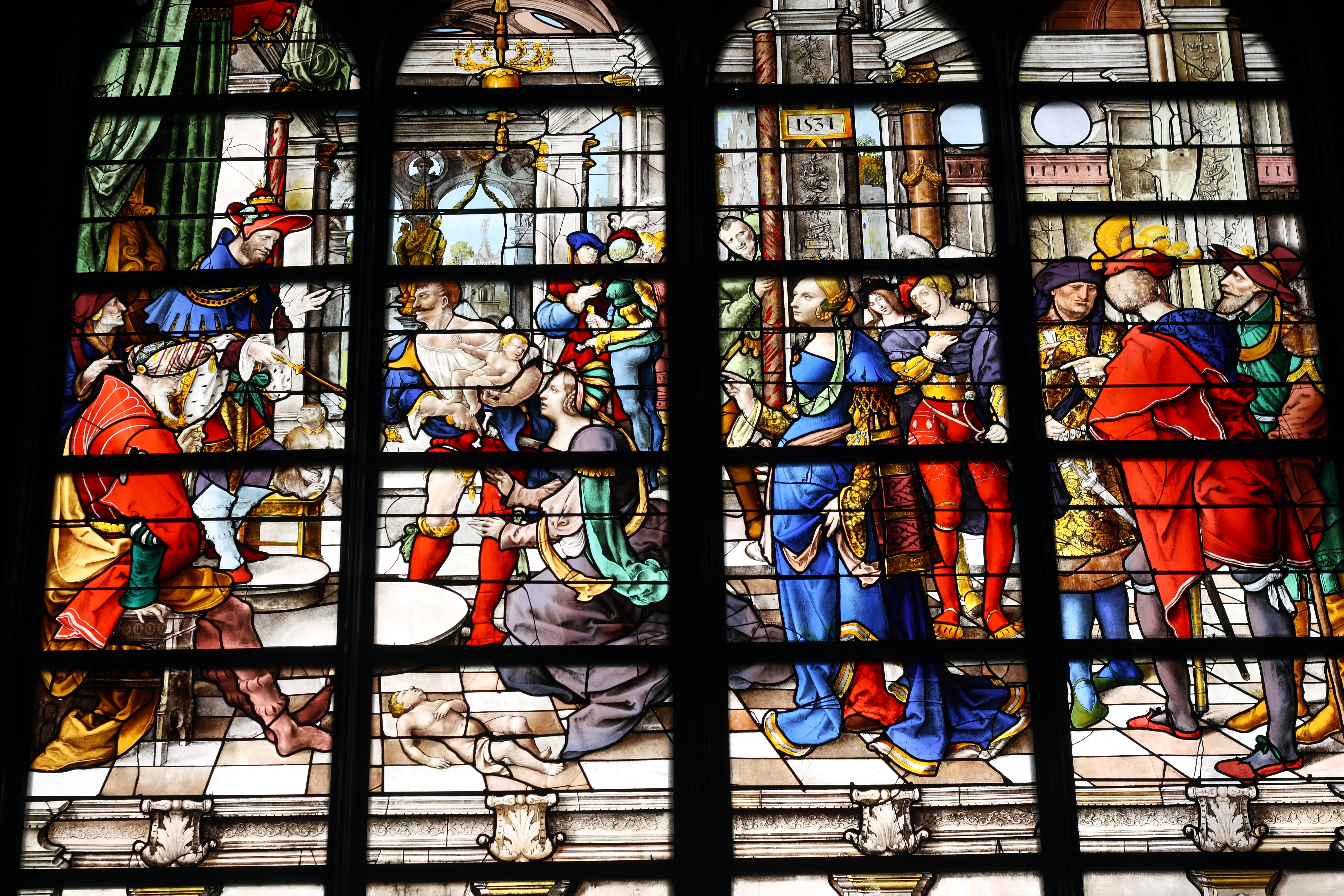
Juicio de Salomón, de Jean Chastellain.

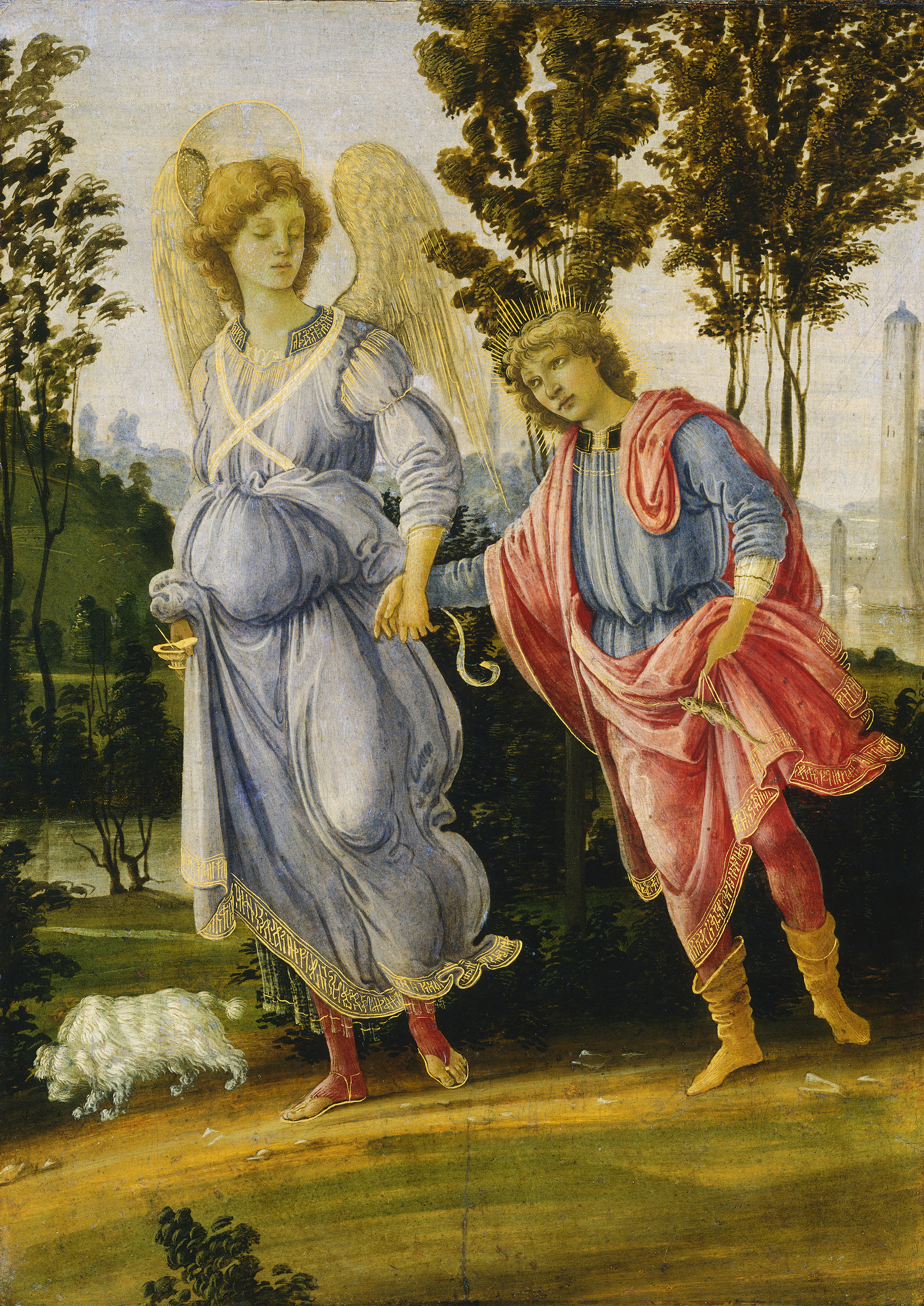
Tobías y el ángel, de Filippino Lippi.

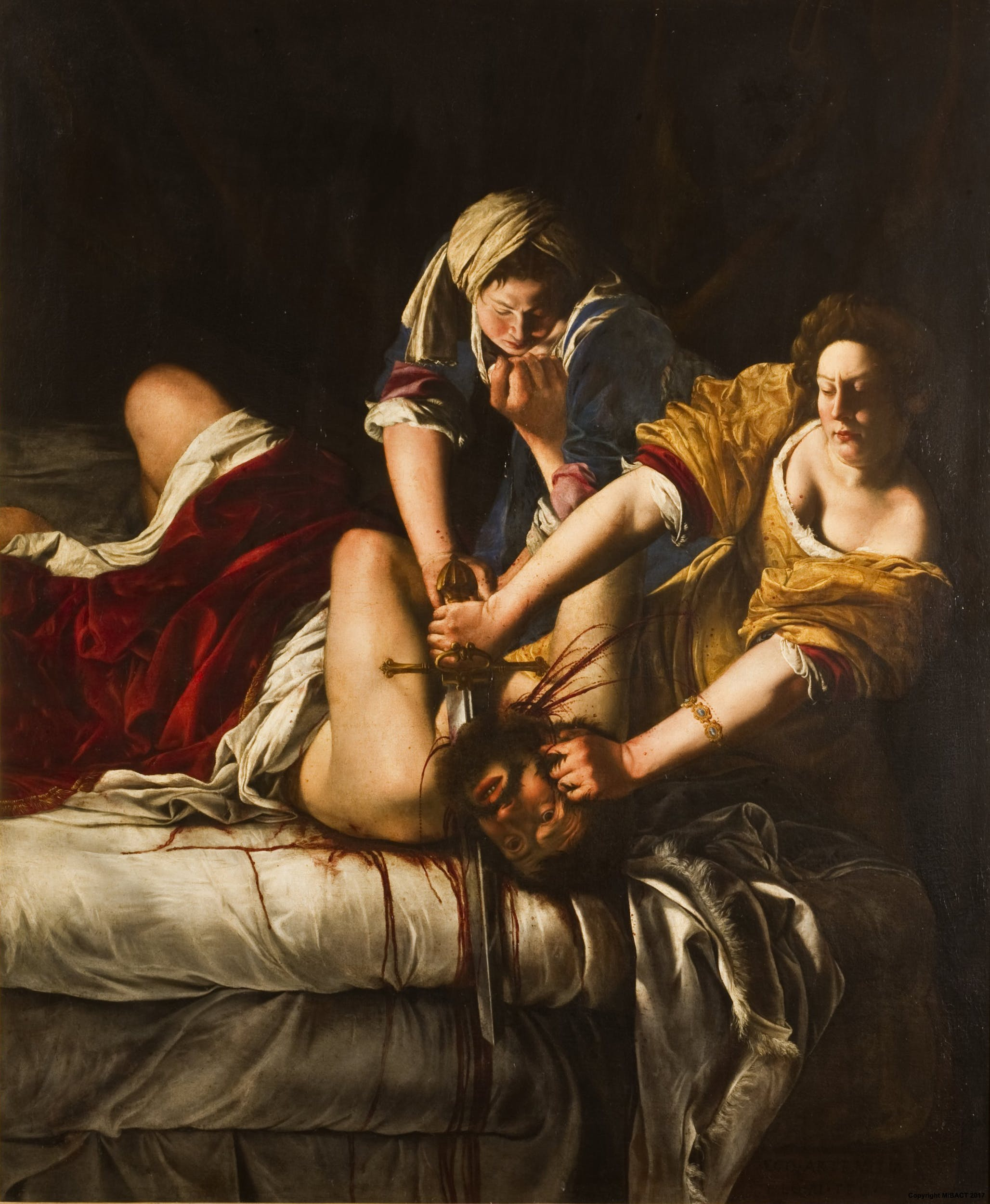
Judith y Holofernes, de Artemisia Gentileschi.

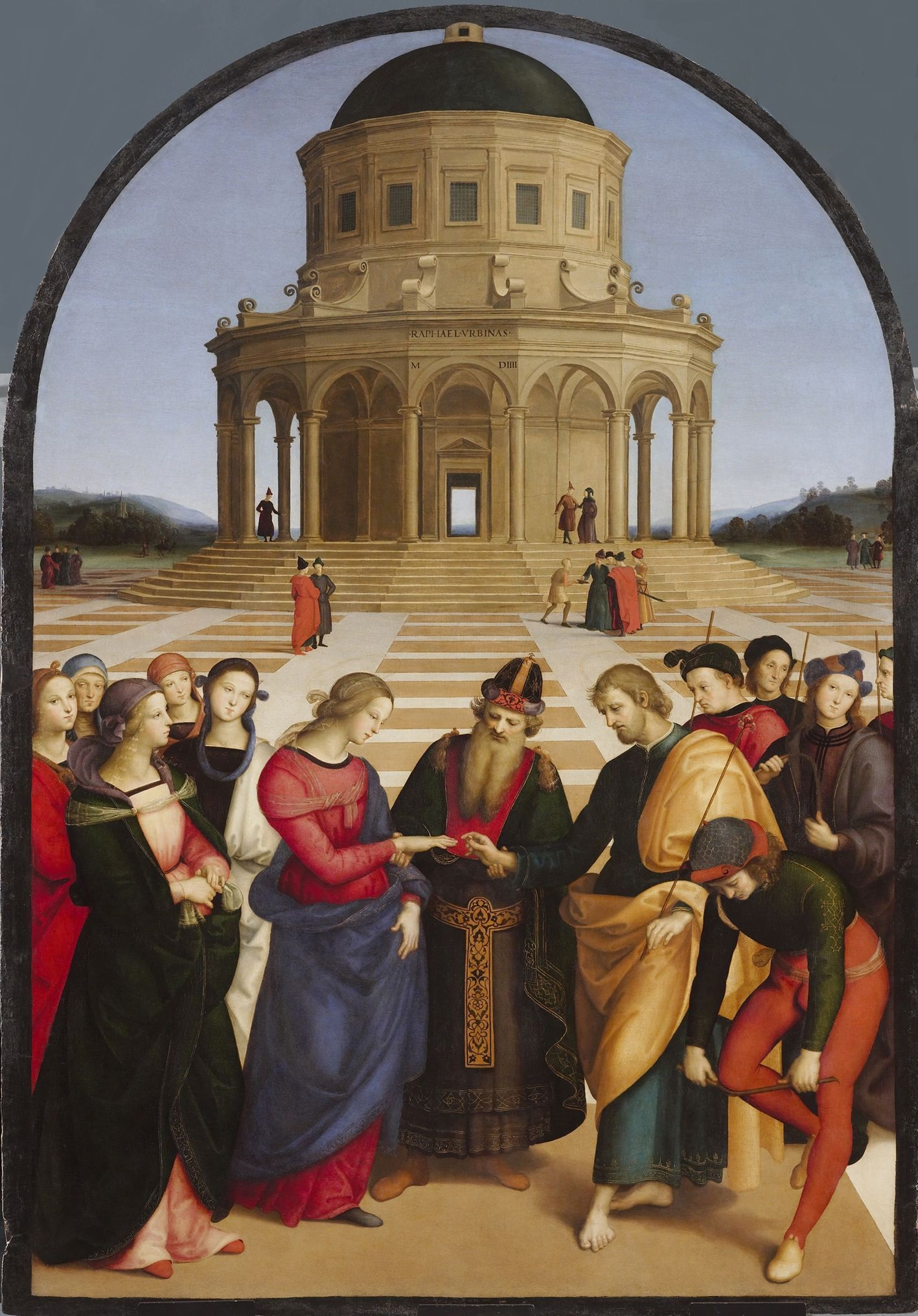
Los desposorios de la Virgen, de Rafael.

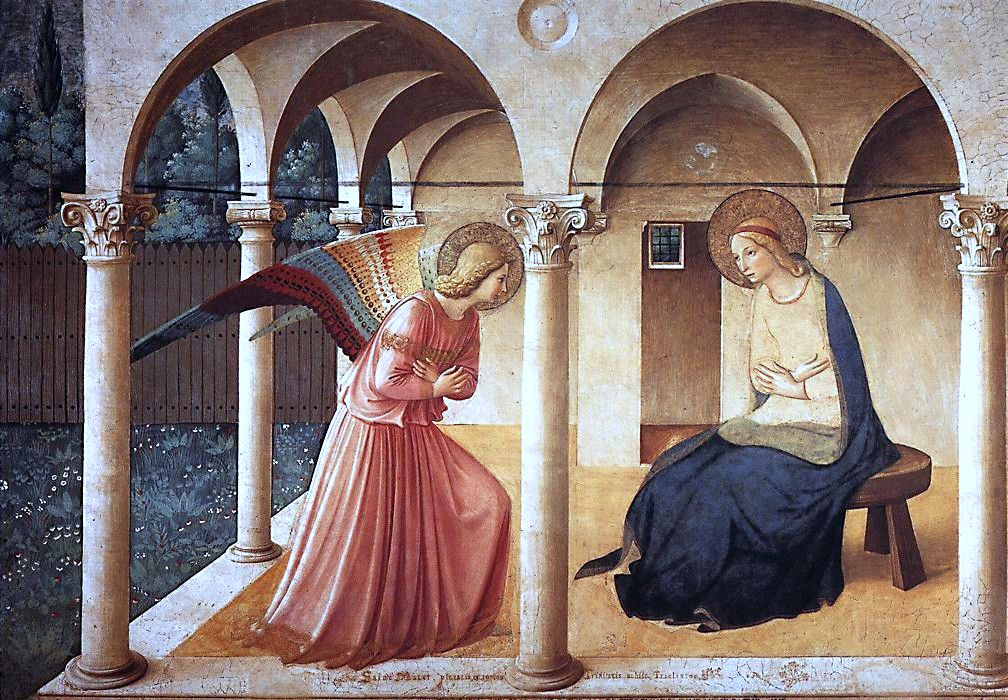
Anunciación, de Fra Angelico.

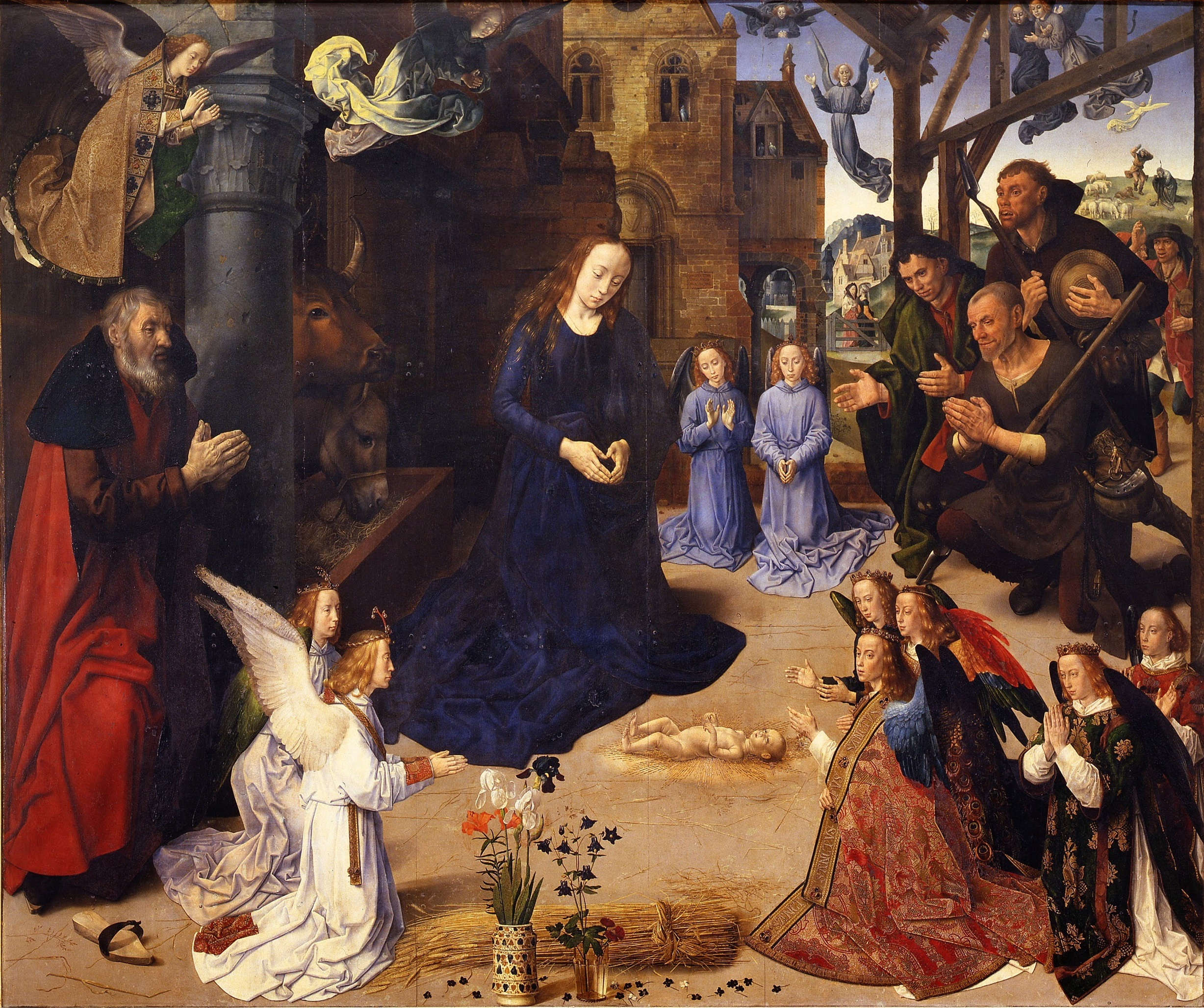
Adoración de los pastores, de Van der Goes.

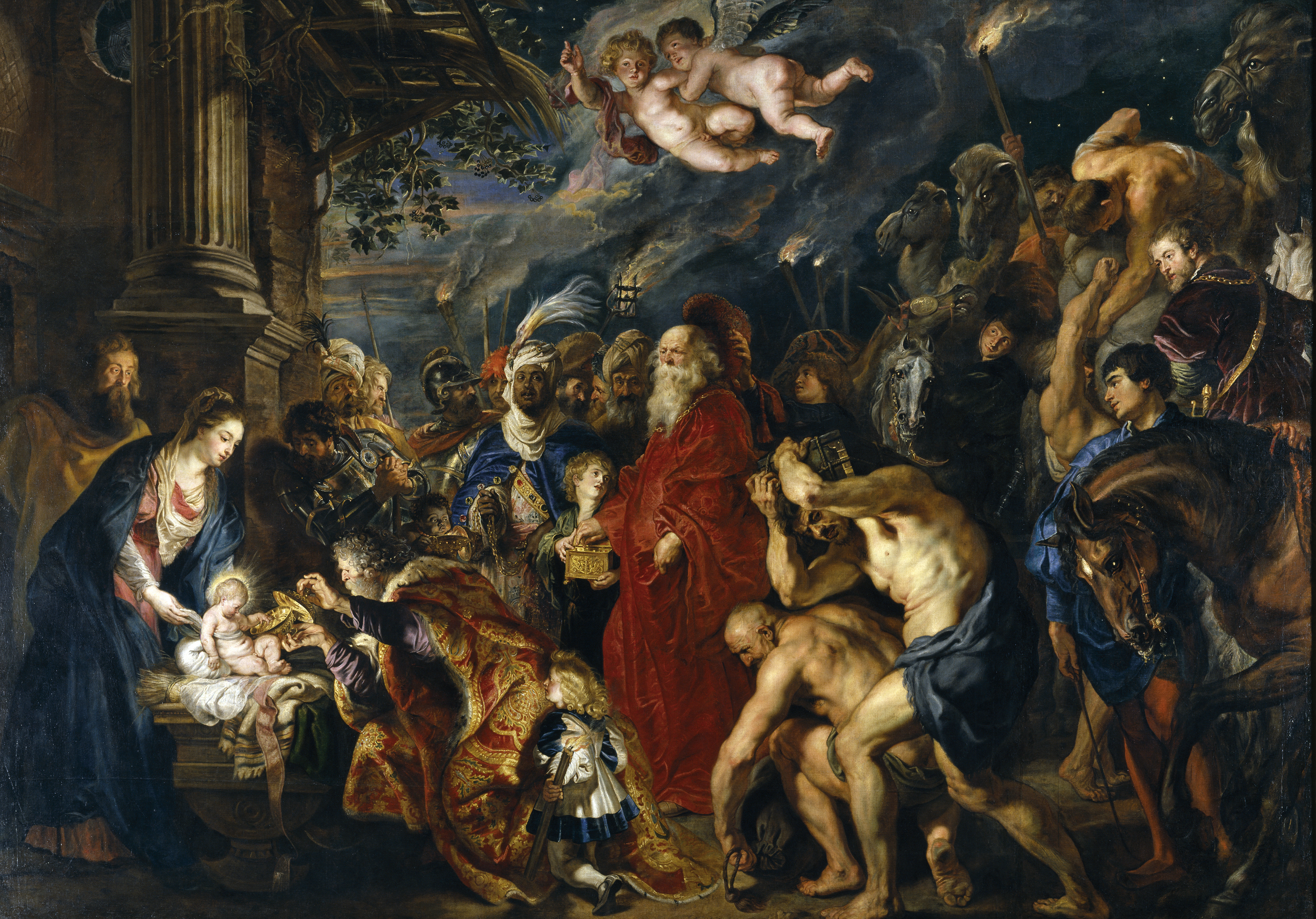
Adoración de los Magos de Rubens.

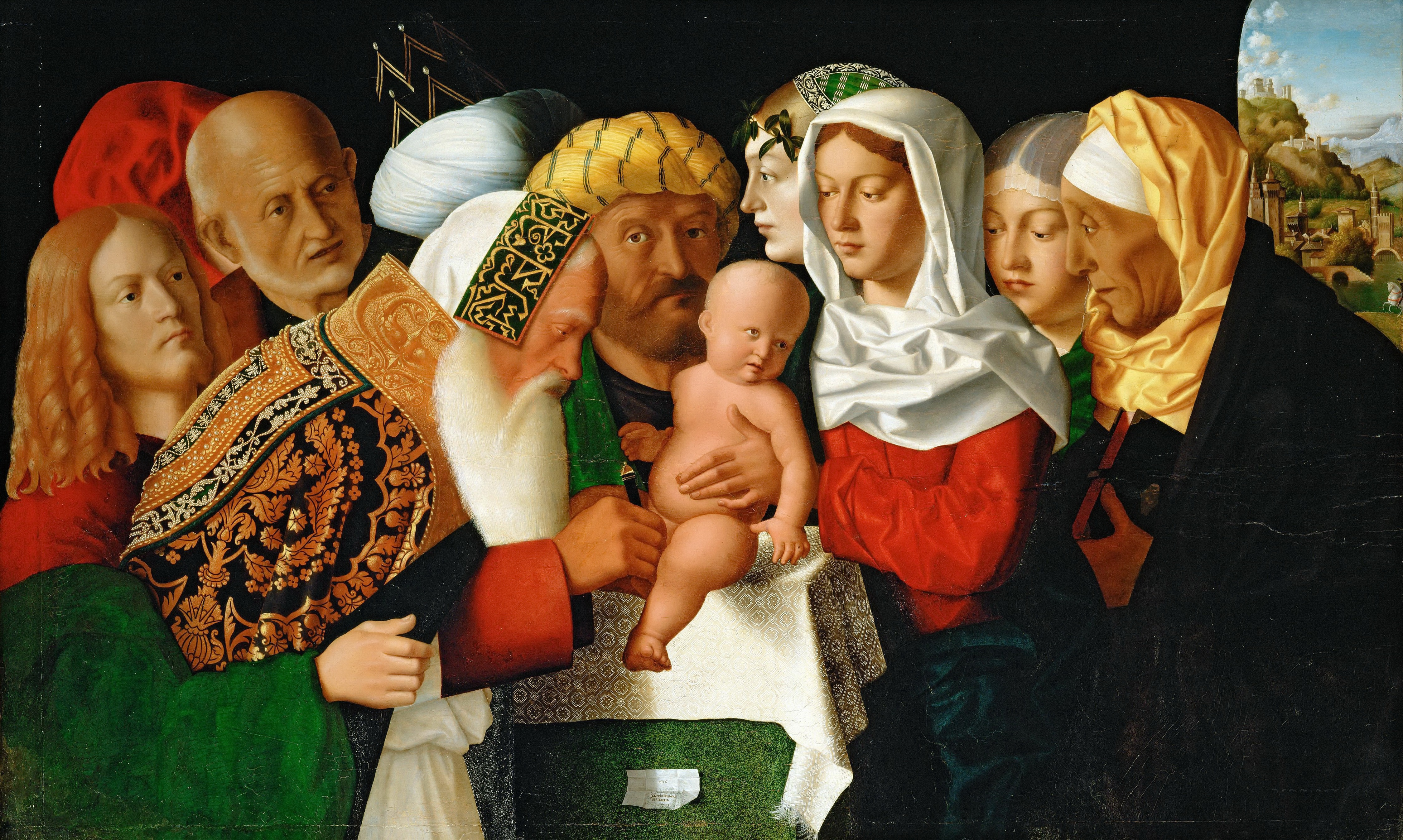
La circuncisión de Cristo, de Bartolommeo Veneto.

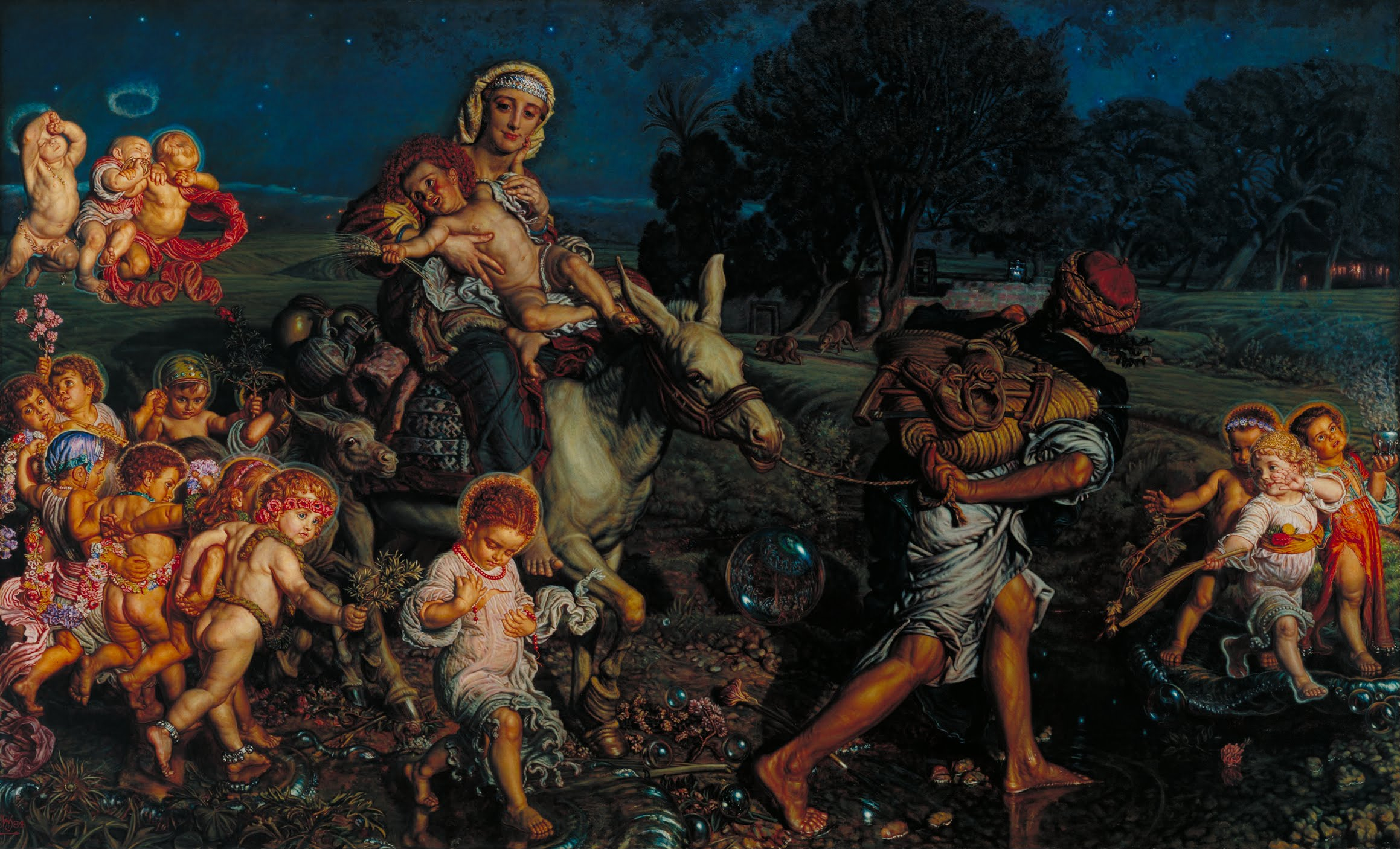
La huida a Egipto y triunfo de los inocentes, de William Holman Hunt.

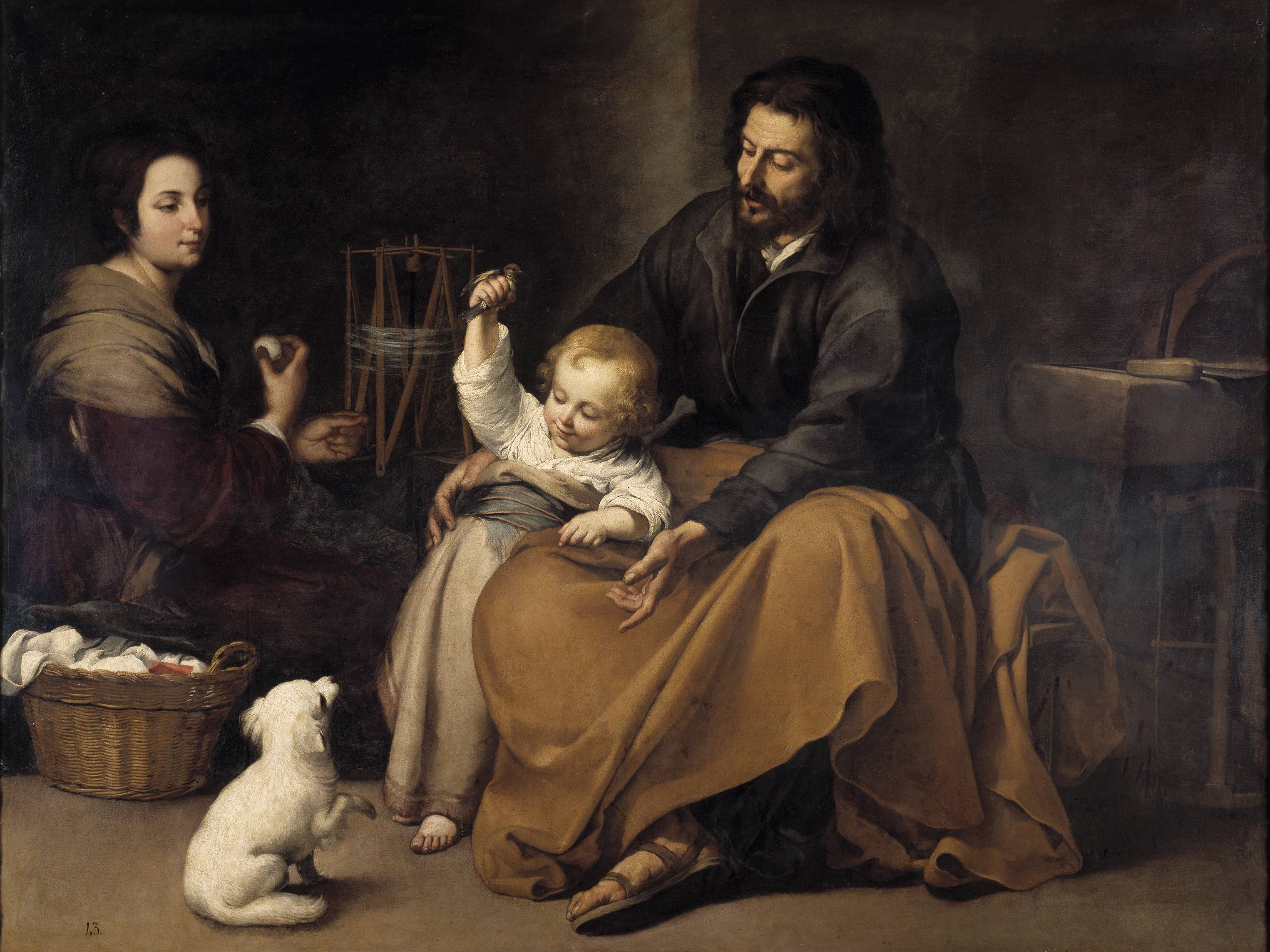
La Sagrada Familia del pajarito, de Murillo.

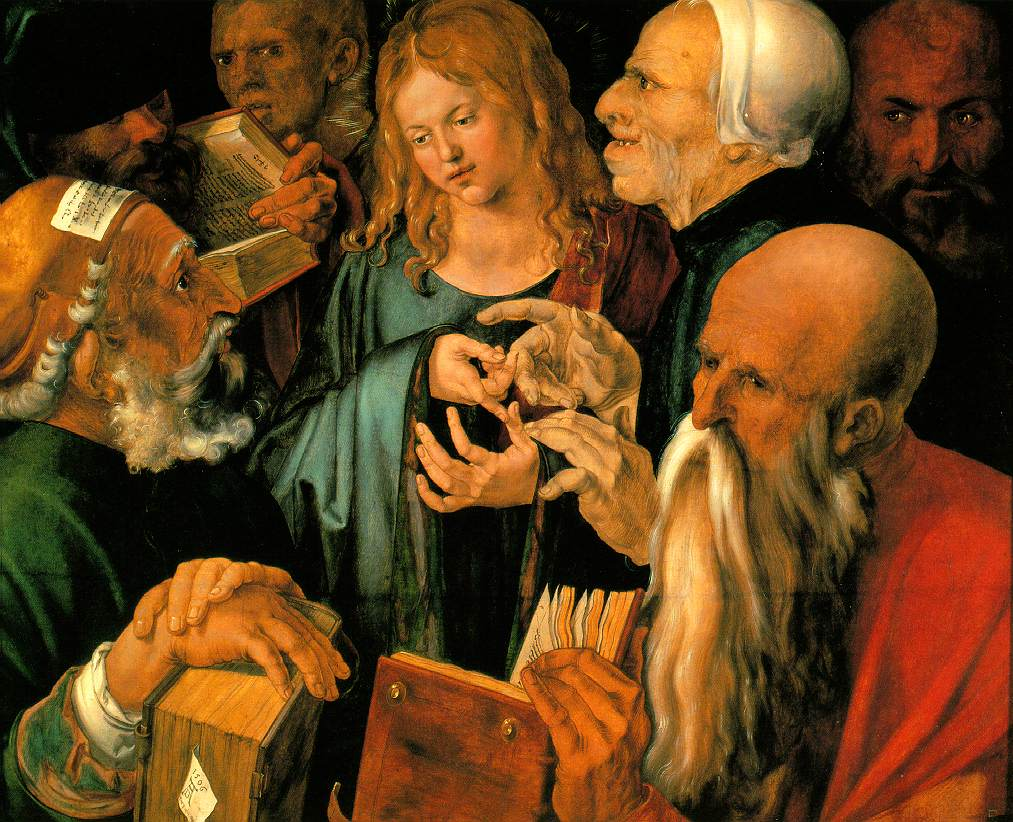
Jesús entre los doctores, de Durero.

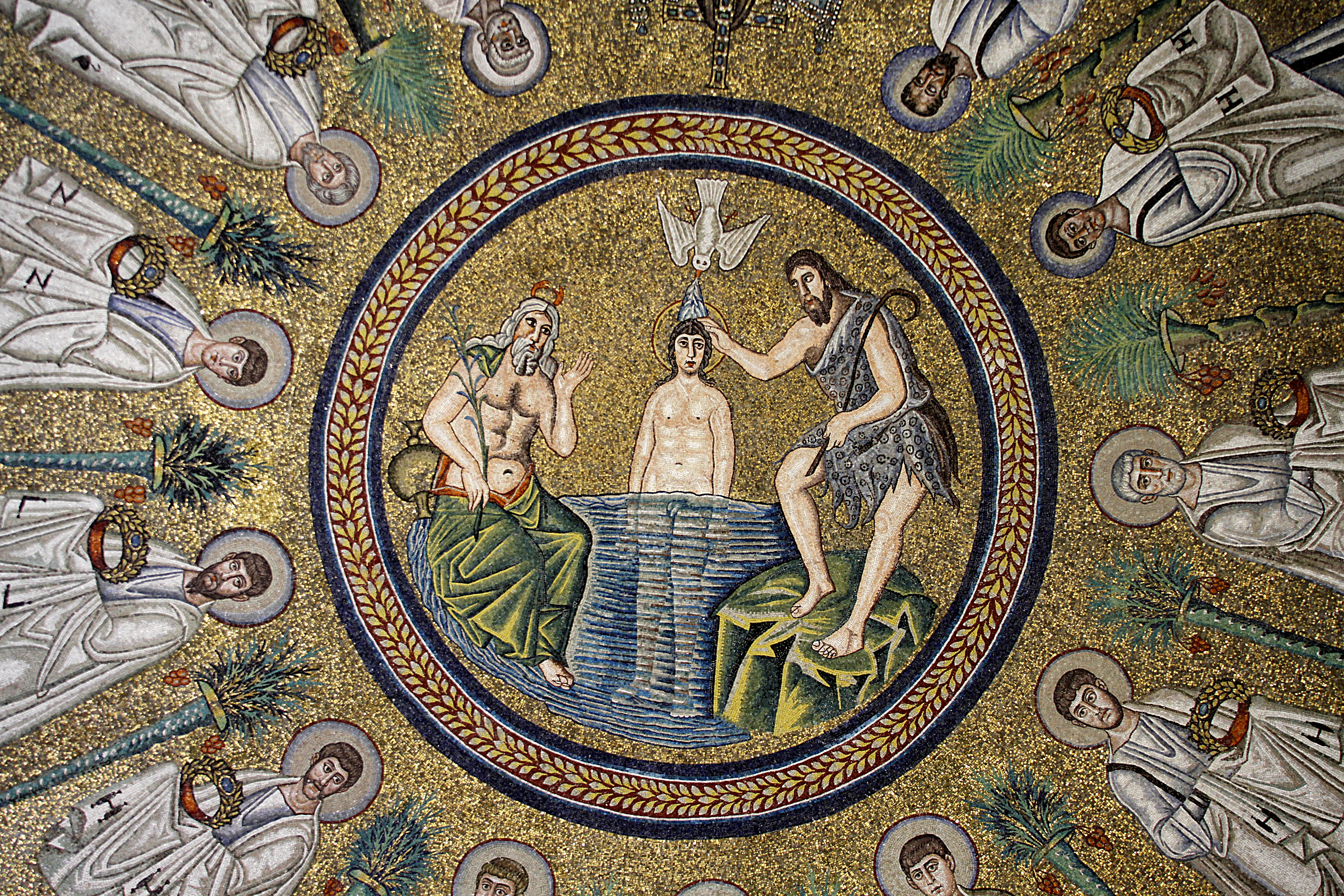
El bautismo de Cristo, mosaico del baptisterio arriano de Rávena.

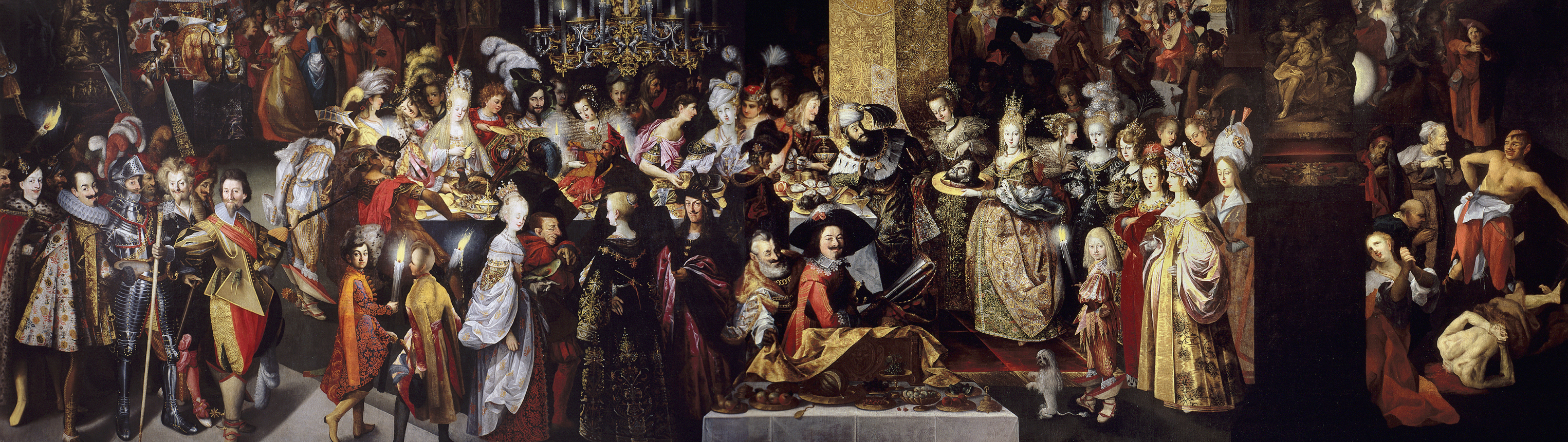
El banquete de Herodes, de Bartholomäus Strobel el Joven.

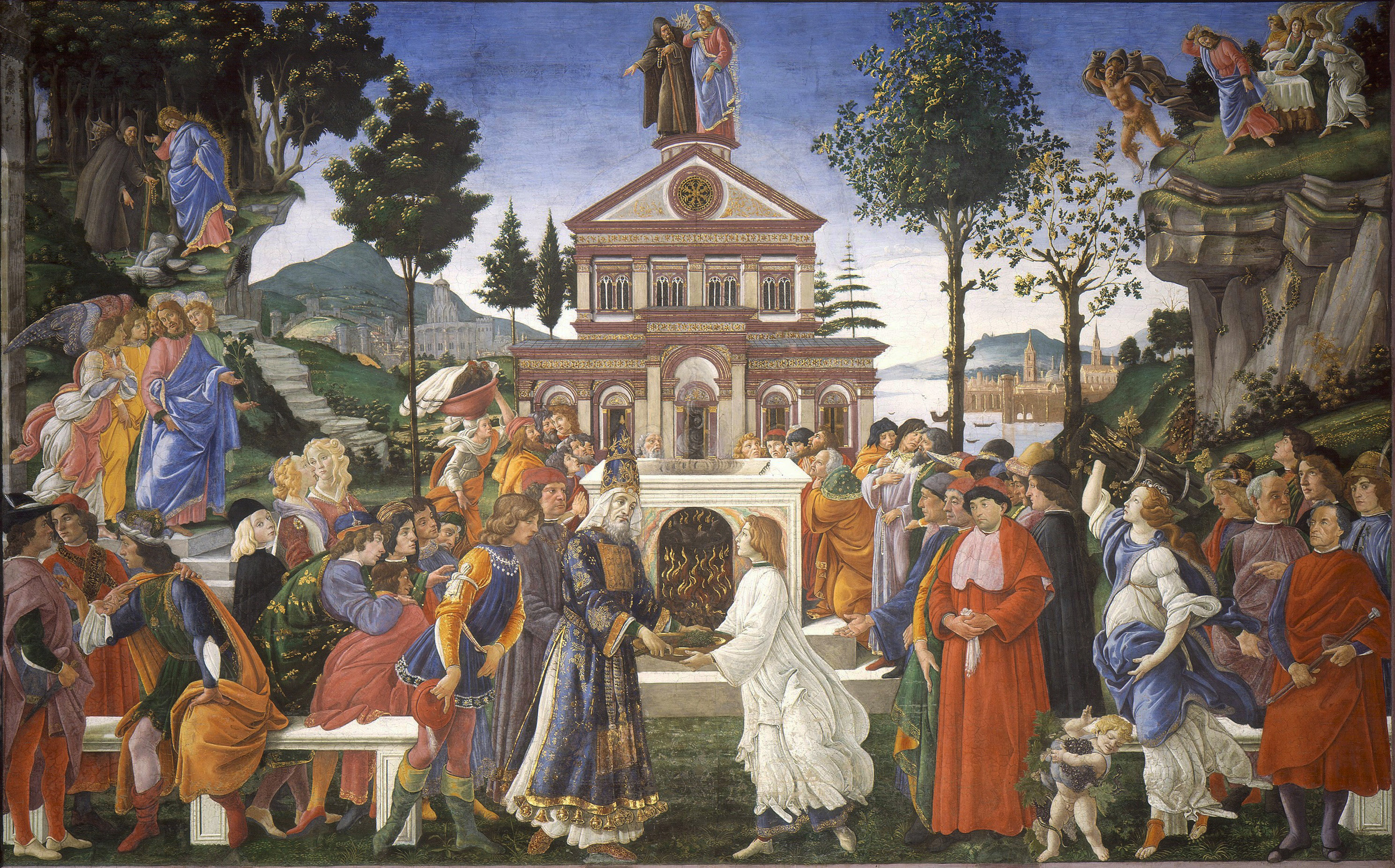
La tentación de Cristo, de Botticelli.

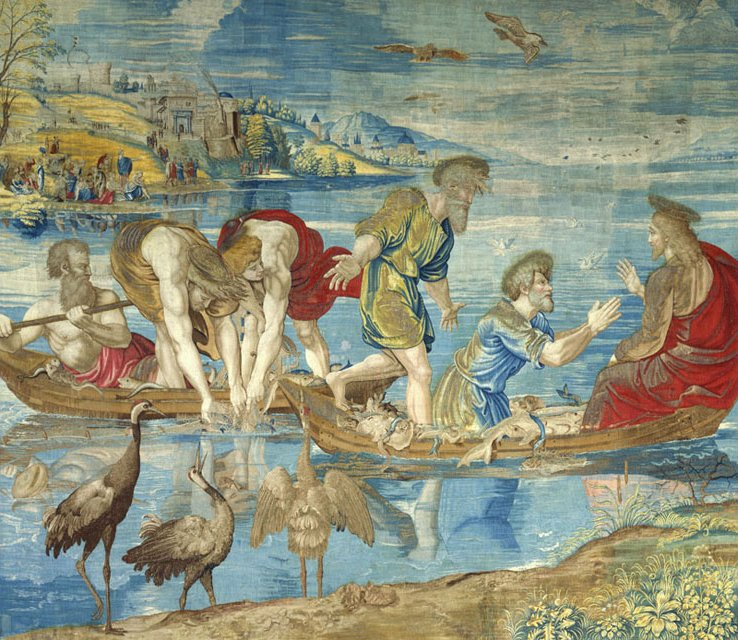
La pesca milagrosa, uno de los tapices sobre cartones de Rafael.

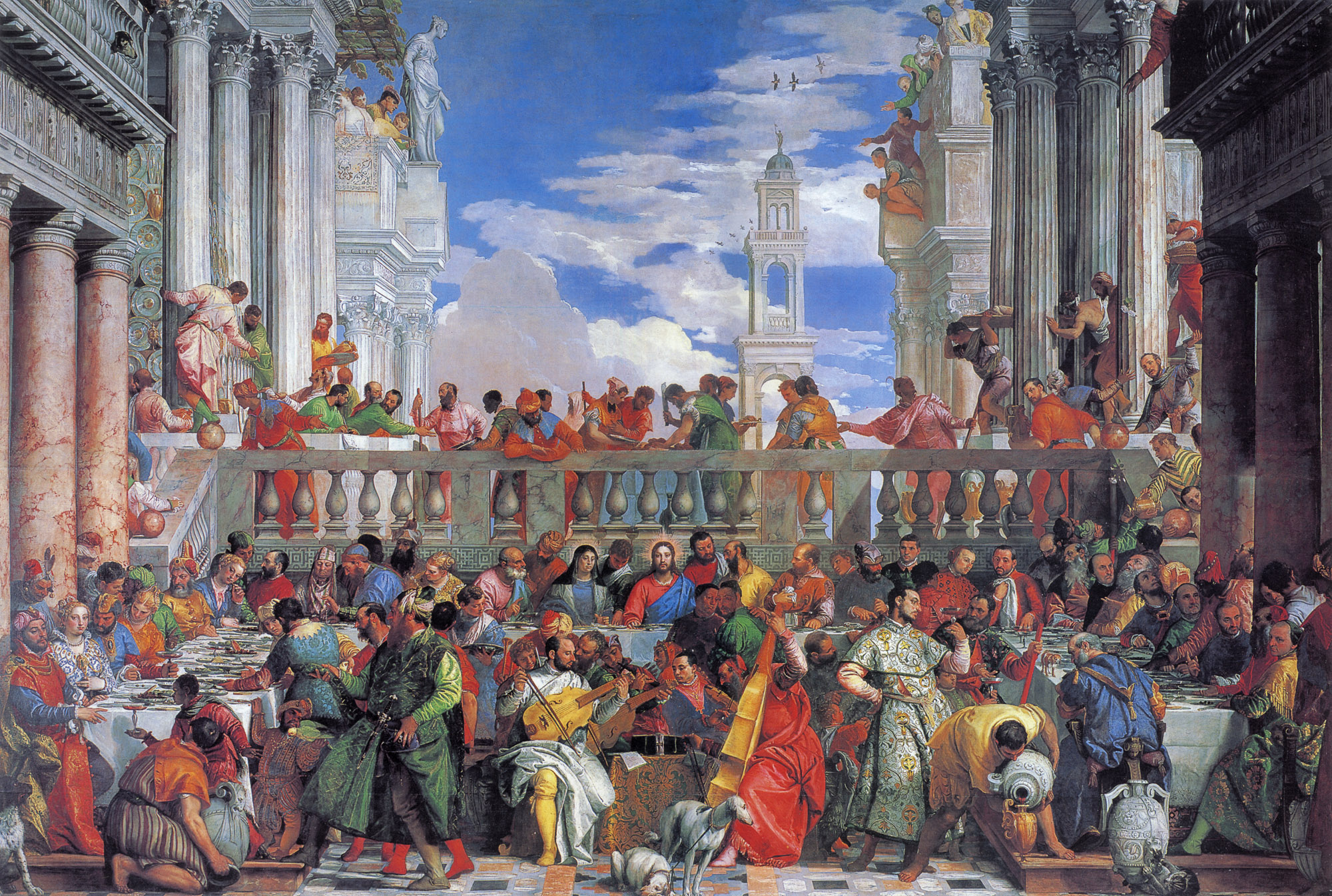
Las bodas de Caná, de Veronés.

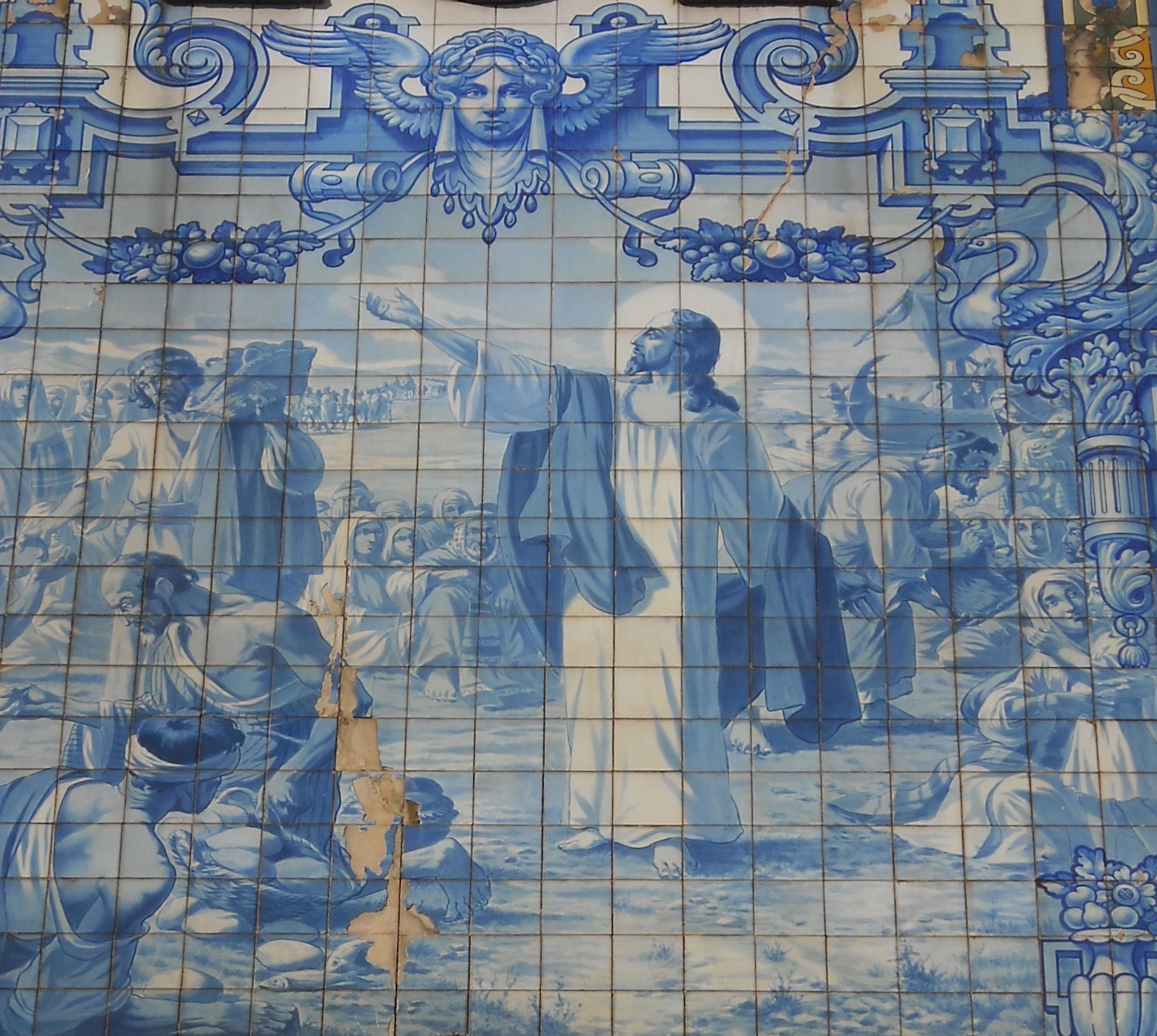
Multiplicación de los panes y los peces, azulejos de Jorge Colaço.

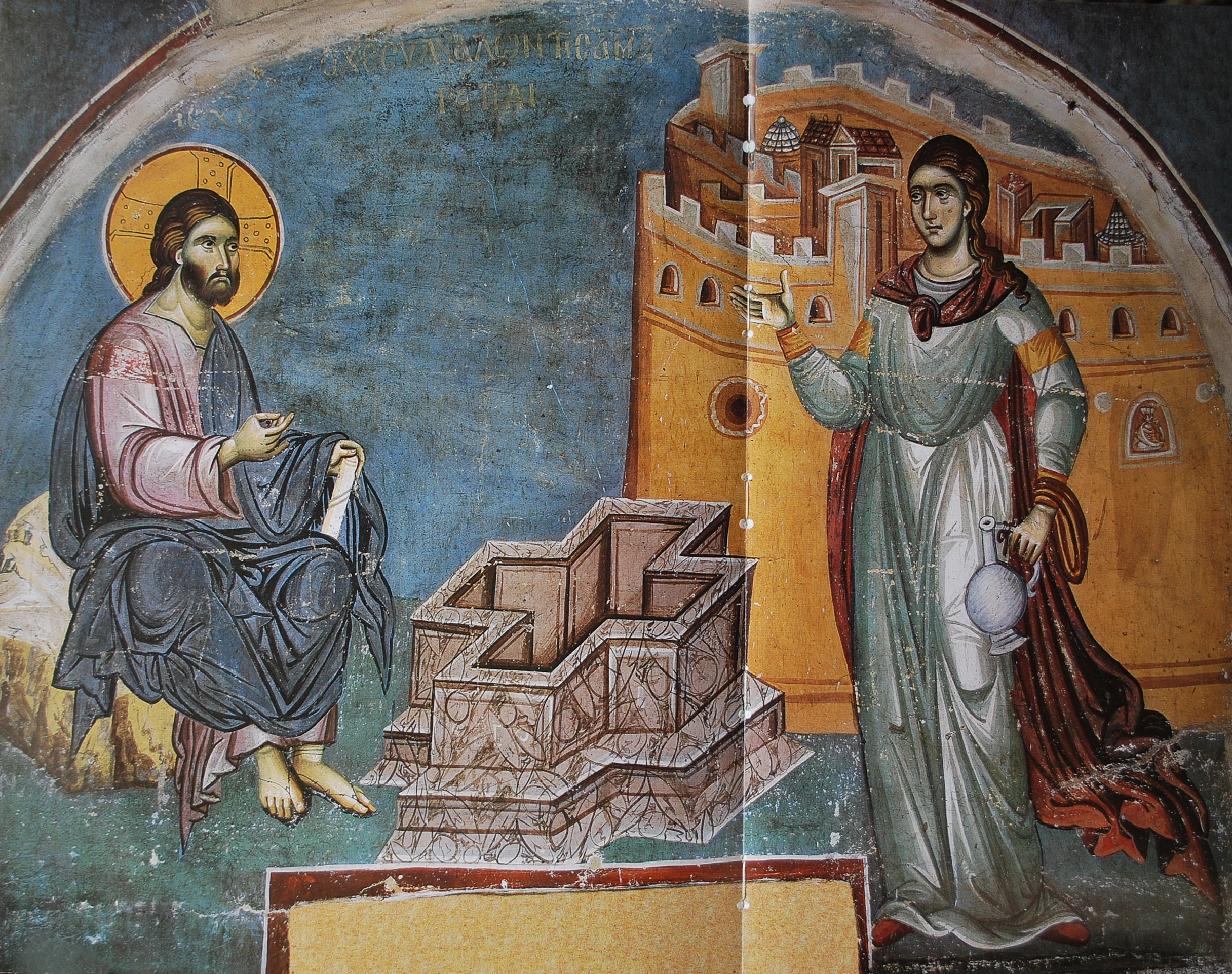
Cristo y la samaritana, de Manuel Panselinos.

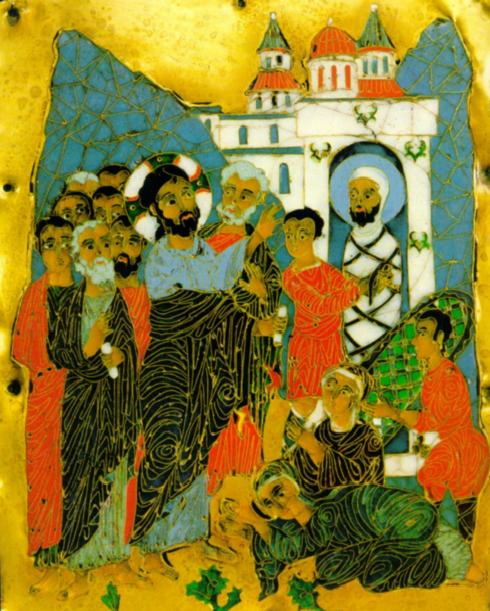
La resurrección de Lázaro, esmalte (Georgia).

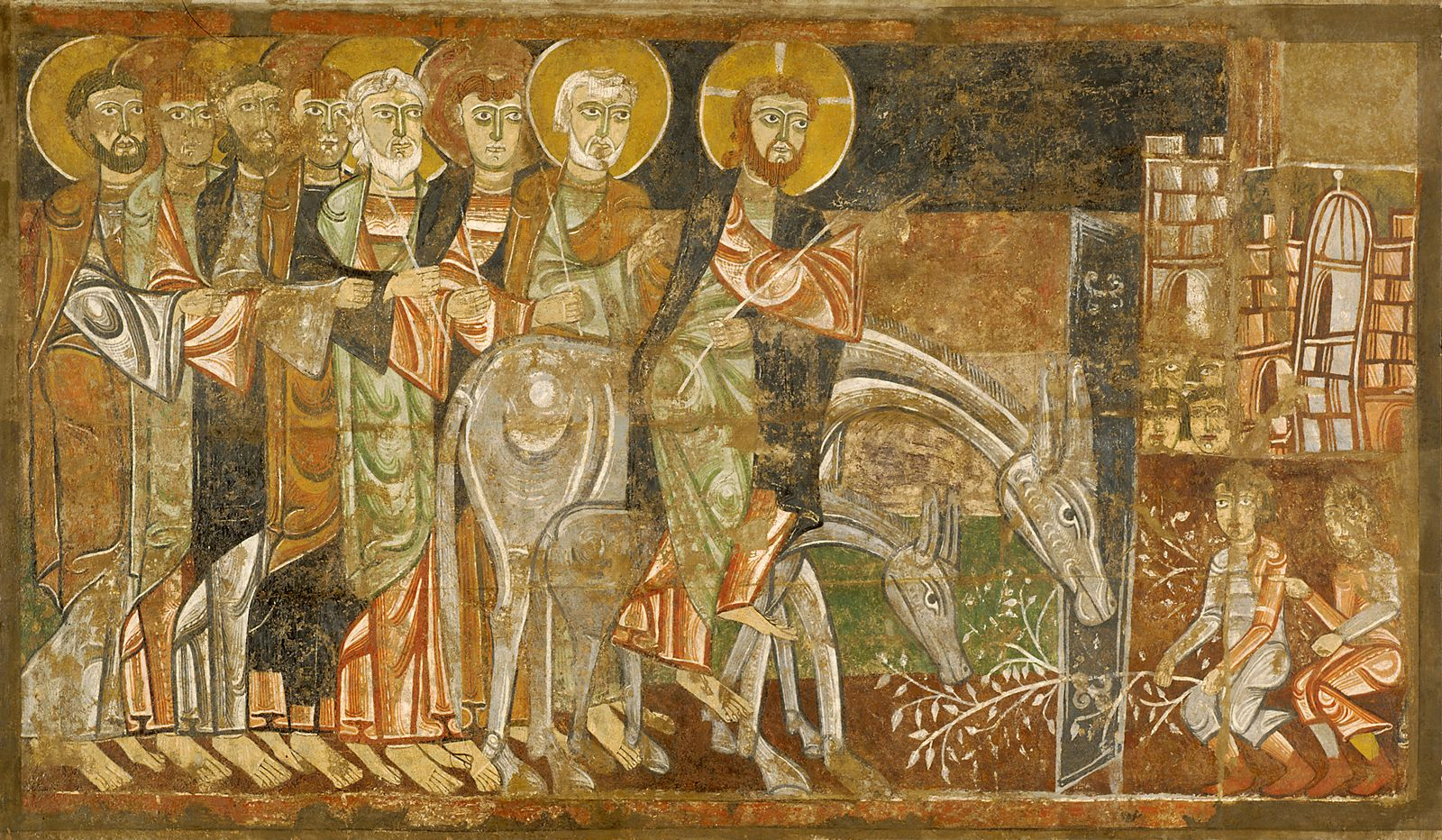
Entrada de Cristo en Jerusalén, fresco de San Baudelio de Berlanga.

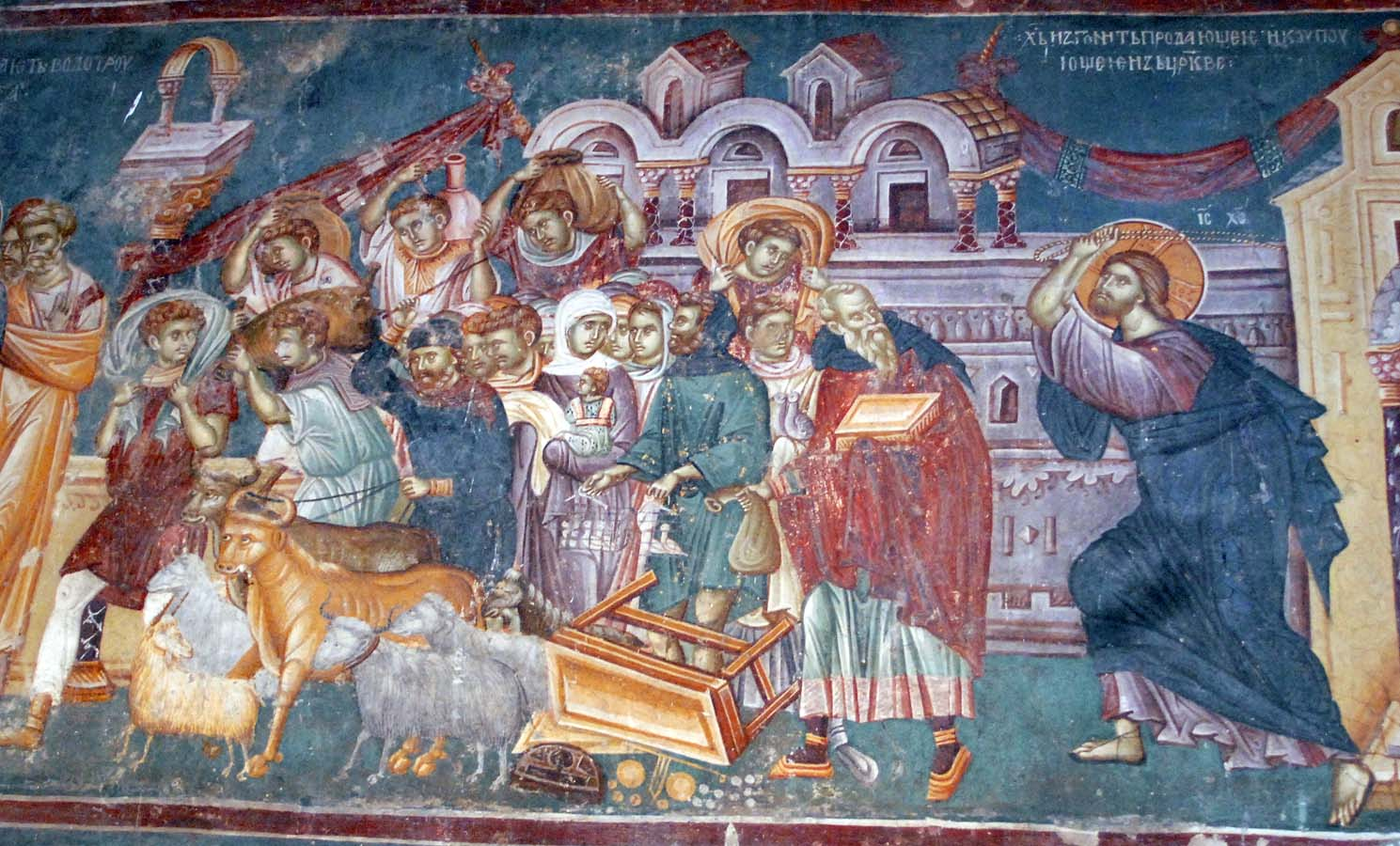
Expulsión de los mercaderes del Templo, fresco de San Nicetas (Banjani, Macedonia del Norte).

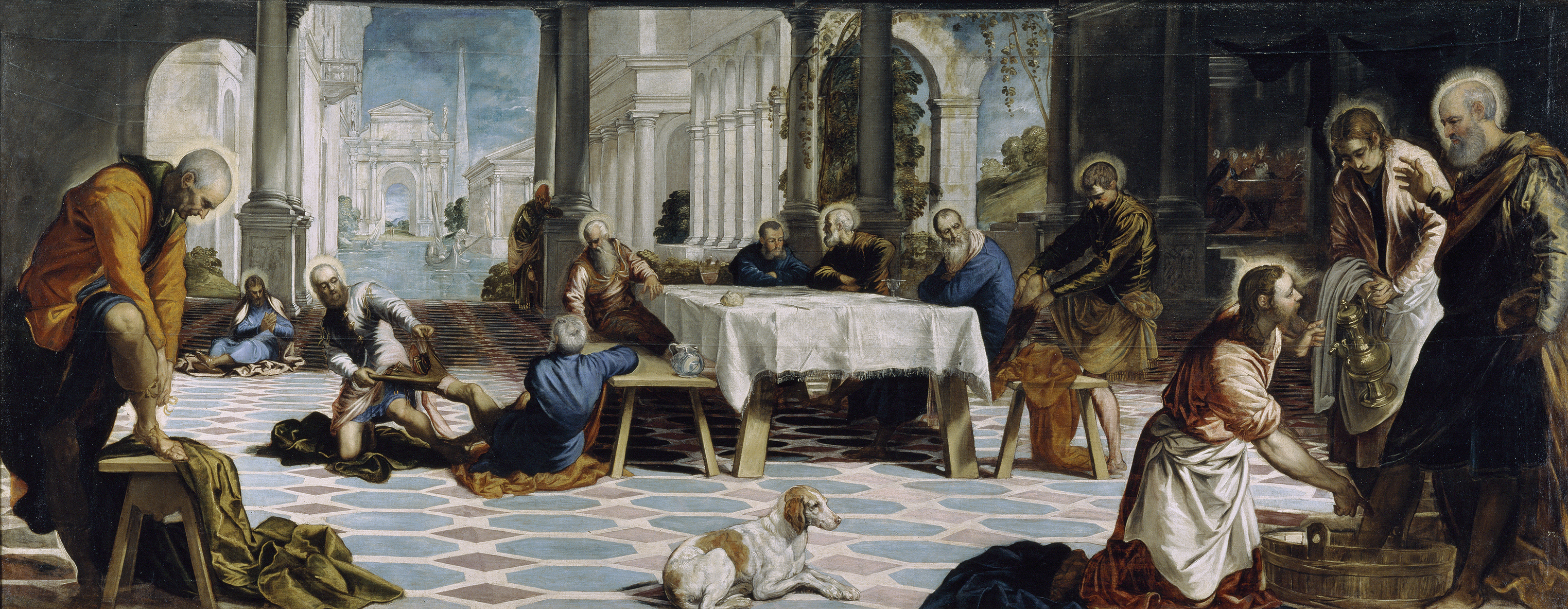
El lavatorio, de Tintoretto.

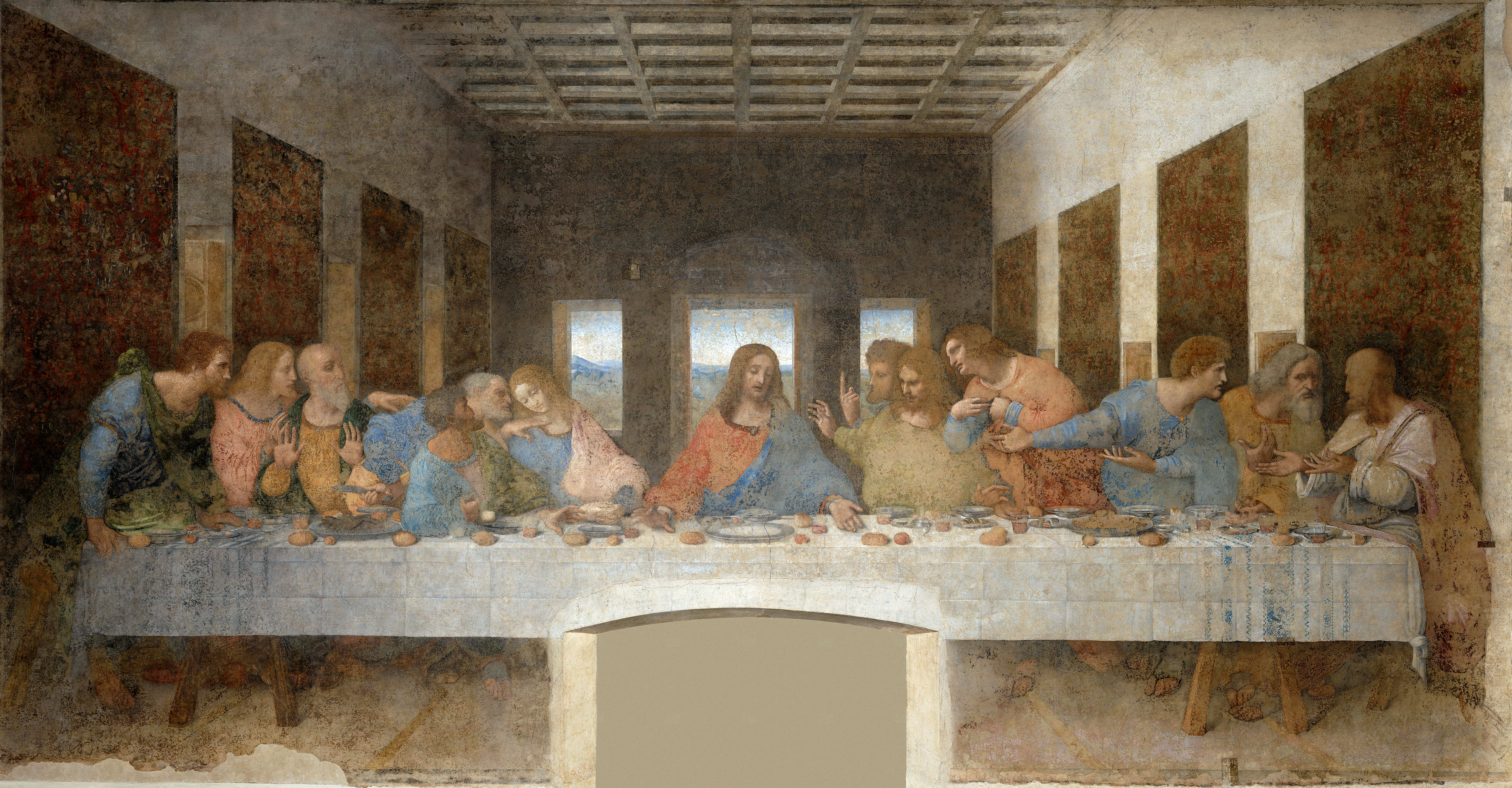
La última cena, de Leonardo Da Vinci, (1498).

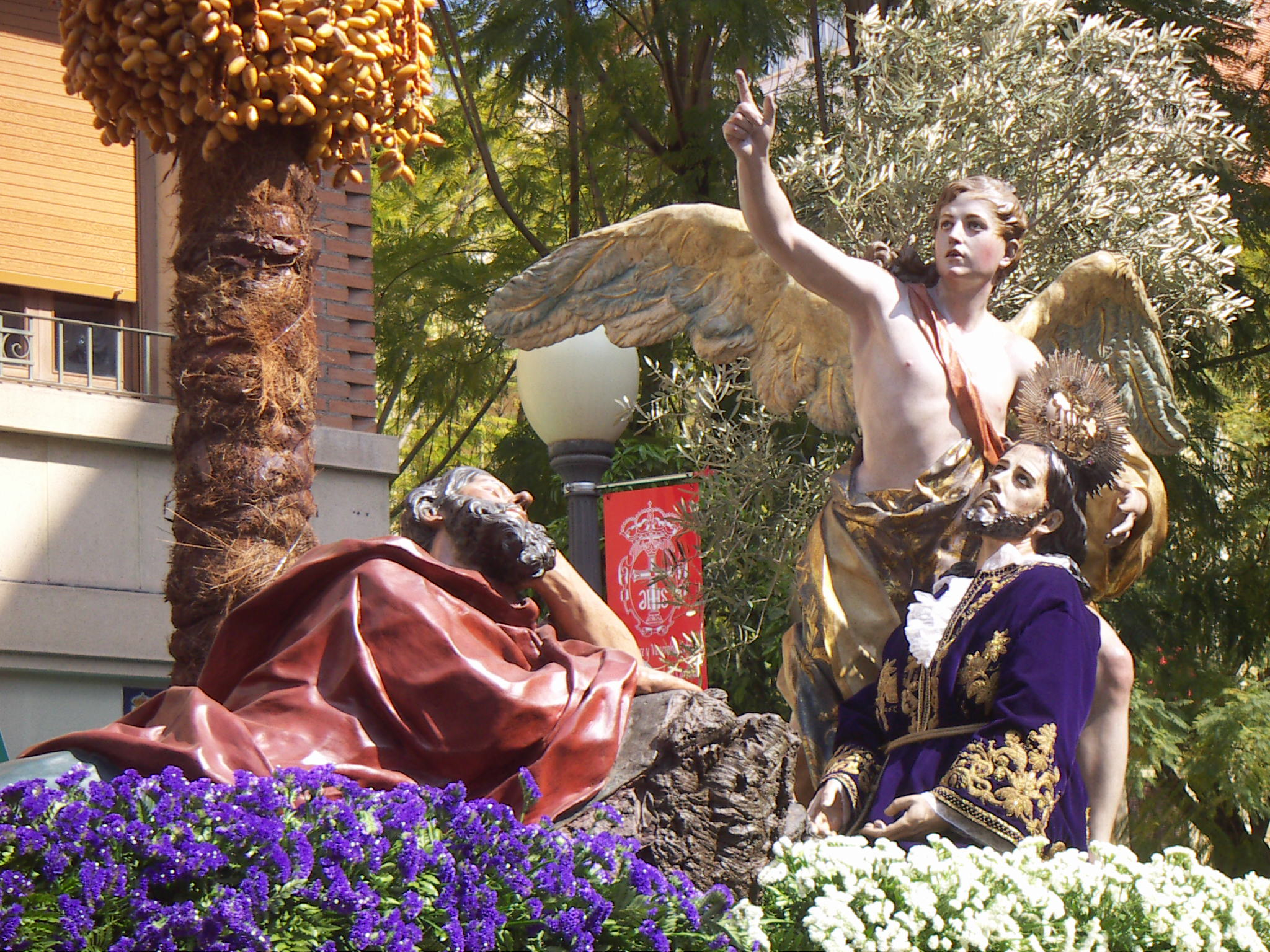
La oración del huerto, de Salzillo.

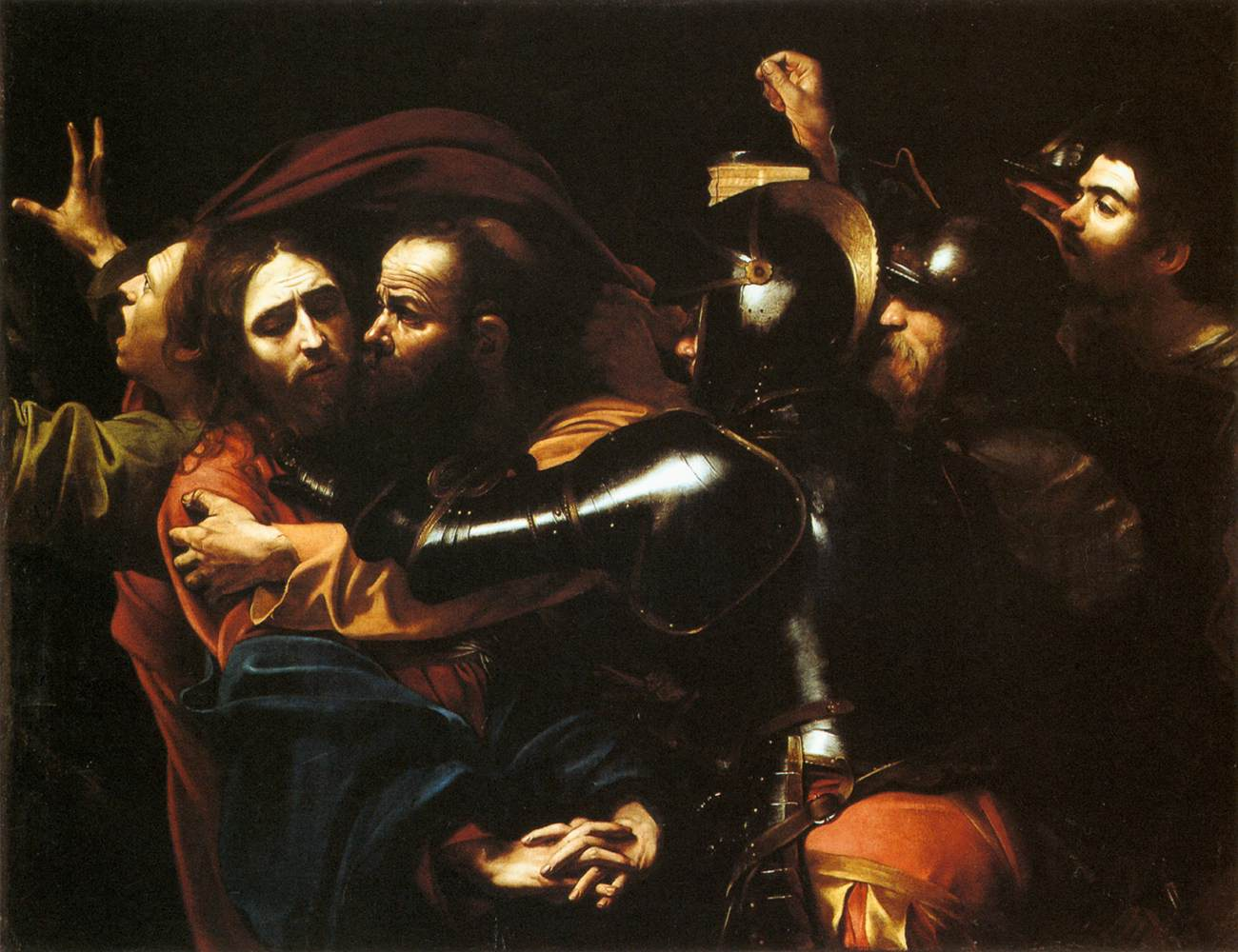
El prendimiento, de Caravaggio.

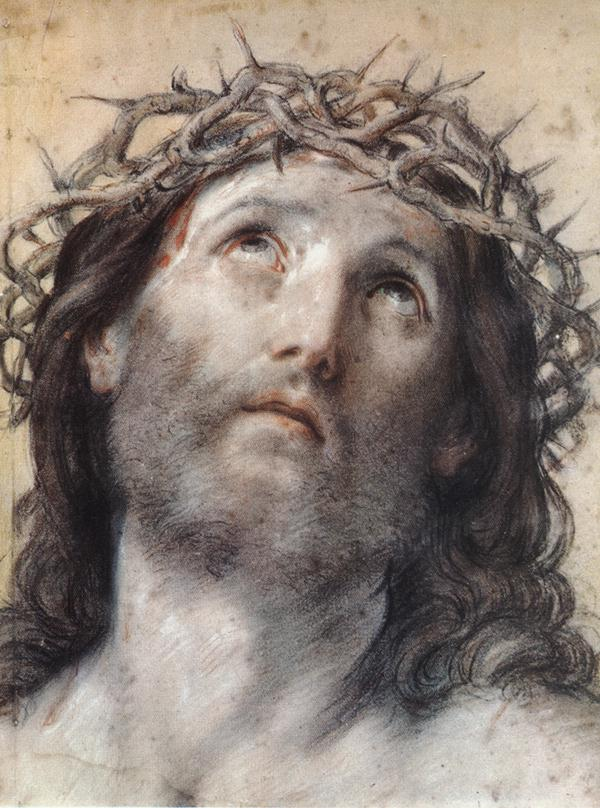
Ecce homo, de Guido Reni.

Arte cristiano es el arte religioso del cristianismo, las obras de arte inspiradas por sentimientos religiosos cristianos, o creadas para ilustrar, suplementar y representar en una forma tangible el mensaje cristiano.
Al ser el cristianismo la religión dominante en la civilización occidental desde el siglo IV, el arte cristiano se identifica con la mayor parte de las producciones artísticas de la Edad Media en Europa y siguió siendo muy importante durante toda la Edad Moderna, además de extenderse geográficamente. La secularización de la sociedad ha restringido al arte cristiano dentro de las principales corrientes artísticas de la Edad Contemporánea.
Como arte sacro, para los creyentes el arte cristiano tiene como fin esencial el culto. Edificios, imágenes (íconos) y objetos litúrgicos se consagran, con lo que dejan de ser simples obras de arte. Desde el cristianismo primitivo, y sobre todo en la Edad Media, los templos y monasterios se identificaban con las reliquias de los santos y mártires que contenían y que los denominaban. No solo las reliquias o las denominadas vera icon ("verdaderas imágenes" de Cristo), sino muchas otras imágenes, adquirieron fama de milagrosas y suscitaron peregrinaciones; llegando a extremos de religiosidad popular que suscitó discrepancias entre el propio clero, pues mientras unos defendían la virtud de estas devociones, otros las condenaban por supersticiosas o incluso idolátricas.
Casi todos los grupos cristianos usan o han usado de alguna manera el arte; aunque la importancia que se da al arte y a los distintos artes, así como a los medios, estilos y representaciones usadas, difieren notablemente entre católicos y protestantes. Incluso la música religiosa y la arquitectura religiosa, a pesar de ser vehículos más abstractos, expresan de forma evidente las diferencias o cualquier mensaje que se pretendiera incluir (a través del canto litúrgico o de las formas arquitectónicas alegóricas —elipse abierta de la Plaza de San Pedro—). Las artes figurativas (pintura religiosa y escultura religiosa), que son rechazados de forma radical por los movimientos iconoclastas, se emplean de forma también distinta; a pesar de que los temas son en gran parte comunes: la representación del ciclo de la vida de Cristo y algunos ciclos del Antiguo Testamento. Las representaciones de los santos son más abundantes en el catolicismo, el anglicanismo y la Iglesia ortodoxa; aunque no están ausentes de los altares luteranos. En los templos católicos tradicionales se aprecia la abundancia y abigarramiento de todo tipo de representaciones pictóricas y escultóricas (horror vacui), no solo en el altar mayor, sino incluso en las múltiples capillas laterales, en elementos como el púlpito o la pila bautismal o incluso en el artesonado o las vidrieras. De forma diferenciada según el periodo histórico, las paredes se cubren con frescos (o se ocultan con lienzos o retablos) y todo tipo de elementos arquitectónicos sirven de soporte para la escultura (capiteles historiados, tímpanos, gárgolas), incluso en zonas no visibles por los fieles (se entiende que el destinatario de la obra es Dios, que todo lo ve), y hasta el suelo se cubre de lápidas. La decoración de las iglesias ortodoxas es incluso más abrumadora (iconostasis, mosaicos, indumentaria y orfebrería religiosa). En cambio, la simplicidad de que hacen gala los altares evangélicos fue imitada en las algunas nuevas construcciones de iglesias católicas a partir del Concilio Vaticano II.
Cada pieza de arte cristiano, sin importar el medio, o el personaje, evento, pasaje bíblico (las pericopas, las parábolas) o concepto específico que represente, suele contener símbolos identificativos de la rama del cristianismo que lo produjo. A pesar de que existen algunos referentes comunes, conceptuales (amor —agape— y salvación como vida verdadera o vida eterna y triunfo sobre la muerte), textuales (la Biblia) o icónicos (la Cruz, las Imágenes de Jesús); ninguno de ellos tiene en realidad una total identidad, ni una lectura o interpretación común, lo que se expresa también en formas diferenciadas, a veces sutilmente, pero de manera suficiente como para que cada grupo identifique las suyas y considere ajenas y heterodoxas las de los demás: ni la Biblia es la misma, ni en las partes que sí coinciden su lectura coincide, ni el amor cristiano significa lo mismo, ni la salvación se consigue de la misma forma, ni la cruz se construye de la misma manera.
No obstante, la iconografía se centra en los mecanismos identificativos internos: cada rasgo facial (si el apóstol tiene barba o es calvo), cada color (si la túnica de Cristo es roja o el manto de la Virgen azul —lo habitual, aunque no es inusual utilizar otros, por criterios conceptuales, estéticos, y hasta económicos—, si se emplea el dorado para el fondo o los nimbos —además de su uso como colores litúrgicos—), cada sutil gesto de las manos (que oran, bendicen, acarician, ofrecen, oran, rechazan, señalan, etc.), cada objeto o parte del entorno, están convencionalmente fijados (a veces hasta negociados prolijamente en los documentos contractuales que se firman entre comitente y artista) y repetidos a lo largo de la milenaria historia del arte en el cristianismo.

## Historia

### Arte cristiano
El arte cristiano es casi tan antiguo como el cristianismo, las imágenes cristianas más antiguas conservadas datan de alrededor del año 70 d. C.[cita requerida] y se encuentran registradas entre los hallazgos arqueológicos de la iglesia de Megiddo.
Esta temprana proliferación de imágenes, aunque no conservadas en su totalidad, nos proveen con registros arqueológicos acerca del inicio del cristianismo y su evolución.
Las esculturas cristianas más antiguas corresponden a sarcófagos y datan de principios del siglo III.
En arquitectura, a finales del siglo IV y a comienzos del siglo V apareció una tendencia a suprimir las iglesias de formas irregulares para reemplazarlas por iglesias de forma regular, es decir, basílicas regulares, de tres naves con un ábside en uno de los lados menores y en el otro lado menor la entrada frente al coro. Así, en todo el Imperio quedó asociado el concepto de iglesia con el de basílica.
Con la cristianización del Imperio a partir de Constantino surgió la necesidad de utilizar edificios públicos de gran capacidad para el culto.
Los templos de culto paganos preexistentes no servían porque las procesiones y sacrificios se celebraban al aire libre y en el interior solo estaba el altar del dios. Las nuevas iglesias cristianas necesitaban un espacio de mayor envergadura para contener a los fieles que se acercaban a orar dentro del templo. Es por eso que las iglesias no tomaron de modelo los templos paganos, sino que tomaron las grandes salas de reuniones públicas que ya eran conocidas con el nombre de basílicas.
La basílica, que hasta entonces tenía una función civil, pasó a ser utilizado para la reunión asamblearia de los cristianos (ekklesia —"asamblea"—, iglesia). La planta basilical (una nave central rectangular, orientada hacia un ábside que reproduce la forma de un arco de triunfo) pasó a ser la de las nuevas iglesias. Otros edificios, de función religiosa bien diferente, se caracterizaron por su planta centralizada: baptisterios (para celebrar el sacramento del bautismo, separado de las iglesias por la costumbre iniciada en tiempo de la clandestinidad, cuando era conveniente no confiar a los catecúmenos la localización de las catacumbas donde se celebraban las reuniones) y mausoleos.
La pintura se veía representada en murales, mosaicos y miniaturas. Las iglesias se decoraban con mosaicos de pavimento. Los temas cristianos aparecían como alegorías. En la nave de la iglesia-basílica colocaban una alfombra de mosaicos con una ilustración alegórica de cómo la tierra era llevada a la fe de Cristo. Las más importantes datan del siglo VI, pero luego se abandonó la ejecución de escenas religiosas en el piso para no tener que pisarlas.
La miniatura era utilizada en los manuscritos con el objetivo que se entendiera mejor el texto, especialmente para los analfabetos. Entre el siglo II y el siglo IV el rollo de papiro fue abandonado a favor del codex de pergamino que podía ser cosido y encuadernado. Esto permitía realizar importantes pinturas en miniatura. Del siglo IV datan el códice «Vergilius Vaticanus» y el codex «Vergilius Romanus», ambos manuscritos de Virgilio, conservados en la Biblioteca Apostólica Vaticana. Los manuscritos religiosos conservados son posteriores al siglo VI. En la Biblioteca Nacional de Viena existe un ejemplar del «Génesis». Existe una Biblia griega del siglo VI en el British Museum, pero resultó muy dañada en el incendio de 1731 de la biblioteca de sir Robert Cotton por lo que se ve son solo fragmentos. Otros manuscritos conservados son los «Evangelios» de Sínope y de Rossano, el «Codex Sinopensis», los «Evangelios» del siglo VI de Rabula, escritos en lengua siríaca y conservado en la Biblioteca Laurenziana de Florencia y algunos manuscritos conservados en la Biblioteca Nacional de París.
Los habitantes del imperio romano llevaban vestidos ornamentados con imágenes evangélicas en tejidos de lujo, policromos. Estos tejidos se utilizaban tanto para vestirse como para adornar edificios con tapices de lana y seda policromadas. Finalmente el clero se opuso, pero todavía se conservan estos tejidos con escenas religiosas en los vestidos sacerdotales y fragmentos de tapicería decorada en el Museum of Fine Arts de Boston, el Museo de los Tejidos de Lyon, el Museo del tejido de Washington y el Museo del tejido de Dumbarton.

### Arte de la Edad Media
El arte medieval es una etapa de la historia del arte que cubre un prolongado período para una enorme extensión espacial. La Edad Media —del siglo V al siglo XV— supone más de mil años de arte en Europa, el Oriente Medio y África del Norte. Incluye distintos períodos, cuya valoración estética, sujeta a cambiantes criterios, ha venido emitiendo distintas denominaciones calificativas, que llegan a etiquetar a algunos como "edades oscuras" y a otros como "renacimientos"; incluye a su vez muy diferentes movimientos artísticos con distinta difusión geográfica, desde los llamados "estilos internacionales" hasta las artes nacionales, regionales y locales; en definitiva, una enorme diversidad en las obras de arte (pertenecientes a los más diversos géneros) y en los propios artistas, que en la Alta Edad Media permanecían en el anonimato de una condición artesanal de poco prestigio social, como los demás oficios establecidos en régimen gremial, mientras que en los últimos siglos de la Baja Edad Media, sobre todo en el siglo XV, alcanzarán la consideración de cultivadores de las bellas artes, aumentando en consideración social y preparación intelectual).
En la Antigüedad tardía se integró la herencia artística clásica del Imperio romano con las aportaciones del cristianismo primitivo y de la vigorosa cultura "bárbara" de los pueblos protagonistas de la época de las invasiones (procedentes de la Europa del Norte —pueblos germánicos—, de la Europa oriental —pueblos eslavos, magiares— o de Oriente —árabes, turcos, mongoles—), produciéndose peculiarísimas síntesis artísticas. La historia del arte medieval puede ser vista como la historia de la interacción entre elementos procedentes de todas esas fuentes culturales. Los historiadores de arte clasifican el arte medieval en períodos y movimientos: arte paleocristiano, arte prerrománico, románico, gótico (en Europa Occidental —la cristiandad latina—), arte bizantino (en el Imperio bizantino —la cristiandad oriental—) y arte islámico (en el mundo islámico), con influencias mutuas. Además, identifican estilos locales diferenciados, como el arte visigodo, el arte andalusí, el arte asturiano, el arte anglosajón, el arte carolingio o el arte vikingo; y estilos marcadamente sincréticos, como el arte hiberno-sajón, el arte árabe-normando, el arte mozárabe o el arte mudéjar.

#### Arte bizantino
Mucho del arte europeo sobreviviente a la caída del Imperio romano es arte cristiano. Mientras que la estructura política del Imperio romano de Occidente esencialmente colapsó después de la caída de Roma, su jerarquía religiosa (lo que hoy es la Iglesia católica) patrocinó y apoyó la producción de arte sacro. La Iglesia Ortodoxa de Constantinopla gozaba de una mayor estabilidad dentro del Imperio romano de Oriente y fue clave en el patrocinio de artes en su zona de influencia y en la glorificación del cristianismo.
Durante el desarrollo del arte cristiano en el Imperio bizantino, una estética más abstracta reemplazó al naturalismo previamente establecido por el arte Helénico. Este nuevo estilo fue hierático significando esto que su propósito primario era comunicar el significado religioso más que representar exactamente a los objetos y las personas. La perspectiva realista, proporción, luz y color fueron ignorados en favor de la simplificación geométrica de las formas, la perspectiva invertida y el uso de convenciones estandarizadas para retratar a individuos y eventos. La controversia acerca del uso de imágenes graves, la interpretación del segundo mandamiento y la crisis de la iconoclasia bizantina llevaron a una estandarización de las imágenes religiosas dentro de la ortodoxia.

##### Influencia del arte bizantino en Europa oriental y en África
Los pueblos eslavos fueron cristianizados desde occidente por Roma y desde el sur por Constantinopla (predicación de Cirilo y Metodio. Búlgaros, serbios y rusos estuvieron entre los que pasaron a depender religiosa, artística y culturalmente del mundo bizantino. A la caída de Constantinopla, Moscú reclamó ser la Tercera Roma. Las convenciones estereotipadas de los iconos bizantinos se perpetuaron en la pintura rusa, y la arquitectura rusa tuvo como principal influencia la bizantina.
El cristianismo egipcio (copto) y el cristianismo etíope tuvieron un desarrollo autónomo y desvinculado de Europa (tanto de Roma como de Constantinopla) desde la invasión musulmana, aunque estilísticamente perpetuaron los modelos bizantinos. La arquitectura religiosa etíope fue especialmente original.

#### Arte prerrománico
El arte prerrománico es la denominación historiográfica del primer gran período del arte medieval en Europa Occidental, coincidente en el tiempo con la Alta Edad Media (siglos VI al X —o desde finales del siglo V a comienzos del siglo XI—). Fue acuñada por Jean Hubert en 1938 (L'Art préroman).
Estilísticamente no designa un movimiento estético con formas artísticas bien definidas, sino que es más bien una expresión genérica que engloba la producción artística de la cristiandad latina entre el arte paleocristiano y el arte románico. Mientras que en Oriente la continuidad del Imperio romano permitió el desarrollo del arte bizantino, la caída del Imperio romano de Occidente y la época de las invasiones abrió en Occidente un periodo de gran inestabilidad política y decadencia cultural (la denominada «época oscura» caracterizada por la escasez y discontinuidad en las fuentes escritas) en la que los pueblos germánicos fusionaron su arte y cultura con la parcial pervivencia de la cultura clásica greco-romana seleccionada y conciliada con el cristianismo por nuevas instituciones (particularmente el monacato); por su parte, desde los siglos VII y VIII el espacio mediterráneo quedó dividido por la expansión árabe que se asentó en la ribera sur, desde España hasta Siria, donde se desarrolló el arte islámico.
En el prerrománico hay determinadas características comunes, como la relativa ausencia de grandes programas arquitectónicos (incluso la reutilización de edificios anteriores y de sus elementos arquitectónicos), la escasez de esculturas de gran tamaño, la predilección por la orfebrería y la ilustración de manuscritos, y la evolución formal hacia la simplicidad, la esquematización y el simbolismo en las artes figurativas para conseguir una mayor expresividad, renunciando al realismo, y con abundancia de motivos decorativos (entrelazado, funicular, estrellado, etc.) que llegan hasta el horror vacui. No obstante, no hay suficiente identificación entre las distintas artes locales como para hablar de un «estilo internacional» como serán los de la Baja Edad Media (románico y gótico).

#### Arte románico
Con el surgimiento de una sociedad europea occidental más estable durante la Edad Media, la Iglesia católica dio la pauta en términos de arte usando sus recursos para comisionar la creación de pinturas y esculturas.
Las iglesias de peregrinación extendieron por toda Europa occidental la planta de cruz latina.

#### Transición románico-gótico y arte cisterciense
San Bernardo de Claraval tenía una visión muy radical de la función estética en el cristianismo. Pretendía depurar el arte cristiano de lo que consideraba excesos decorativos e incluso desviaciones doctrinales, en beneficio de la simplicidad de líneas y de la utilización de la luz, que en sí misma es una representación iconográfica de Cristo (Ego sum lux mundi).

#### Arte gótico
Arte gótico es la denominación historiográfica dado al movimiento artístico que se extendió por Europa occidental durante la Edad Media tardía, desde mediados del siglo XII, con la reforma de la iglesia de la abadía de Saint-Denis (1140-1144), cerca de París, y que se prolongó hasta la llegada  del arte renacentista (siglo XV para Italia), y hasta bien entrado el siglo XVI en muchos lugares. Se trata de un amplio período artístico, que surge en el norte de Francia y se expande por todo Occidente. Según los países y las regiones, se desarrolla en momentos cronológicos diversos, ofreciendo en su amplio desarrollo diferenciaciones profundas: más puro en Francia (siendo bien distinto el de París y el de Provenza), más horizontal y cercano a la tradición clásica en Italia (aunque al norte se acoge uno de los ejemplos más paradigmáticos, como la catedral de Milán), con peculiaridades locales en Flandes, Alemania, Inglaterra y España.

#### Transición del Gótico al Renacimiento
La crisis del siglo XIV, y particularmente el impacto de la Peste Negra, convirtieron el final de la Edad Media en una época particularmente convulsa. En el terreno religioso, el cisma de Occidente situó a los cristianos de toda Europa occidental en una inédita situación: varios Papas que se negaban y excomulgaban mutuamente, excomulgando a su vez a quienes les siguieran. Las representaciones de las danzas de la muerte y las canciones de los goliardos recordaban la fugacidad de la vida.

### Arte de la Edad Moderna
Al centro de la cristiandad católica se accede a través del alegórico "abrazo" de la columnata de Bernini (1656-1667), autor también del diseño de la plaza y del baldaquino interior, todos ellos elementos barrocos. La fachada de Carlo Maderno (1626) da paso a un brazo mayor, prolongación del mismo arquitecto, que alteró la planta centralizada concebida para la Basílica de San Pedro por los anteriores maestros del Alto Renacimiento desde 1506: Bramante, Rafael, Sangallo y Miguel Ángel, cuya solución para la cúpula fijó hasta hoy el perfil del horizonte de Roma. Las Estancias Vaticanas (con los frescos de Rafael, 1508-1524) y la Capilla Sixtina (con los de los pintores del Quattrocento, 1481-1482, y los de las dos épocas de Miguel Ángel, 1508-1512 y 1535-1541) pertenecen al mismo conjunto; una concentración inigualable del arte religioso de la Edad Moderna.

#### Renacimiento
Los artistas italianos del siglo XV emprendieron un ambicioso proyecto estético e intelectual que sustituyera el teocentrismo medieval por un antropocentrismo humanista. Las formas artísticas tomaron como referencia los textos, esculturas y edificios supervivientes de la cultura clásica grecorromana y el estudio e imitación (mimesis) de la naturaleza a través de la razón. Un ejemplo fue el descubrimiento y aplicación de las leyes de la perspectiva. Con mecenas dispuestos a encargar obras de arte por mero placer y por el prestigio que conferían, y con un naciente mercado de arte, los temas religiosos ya no eran los únicos posibles (incluso se utilizaron las mitologías paganas), aunque siguieron siendo abrumadoramente mayoritarios.
El impacto de la Reforma protestante en el norte de Europa del siglo XVI fue muy importante, tanto en las artes visuales como en la música.
El Manierismo, la fase final del Renacimiento, retuerce y exagera las formas, en búsqueda de distintos efectos, entre ellos la espiritualidad. La Iglesia del Gesù en Roma, de Jacopo Vignola y Giacomo della Porta sentó el modelo de las iglesias jesuíticas. Además de la concepción de la fachada, el interior, muy decorado en época barroca, se diseñó arquitectónicamente para concentrar la atención en el altar mayor, renunciando al esquema tradicional de naves laterales. El estilo artístico predominante en el Bajo Renacimiento español se denomina "herreriano" o "escurialense" por la extraordinaria importancia del programa artístico en torno al Monasterio de San Lorenzo de El Escorial, dirigido por Juan de Herrera bajo la supervisión personal del propio rey Felipe II.

#### Barroco
La interpretación inicial del arte barroco es la de un arte de la Contrarreforma, que hacia 1600 deseaba superar los excesos intelectuales del manierismo, potencialmente peligrosos, para conseguir un arte propagandístico en el que conscientemente predominaran los sentidos sobre la razón, y temas y personajes se identificaran con la cotidianidad más popular posible, incluso descendiendo hasta lo desagradable y morboso. Tras esa fase inicial tenebrista (Caravaggio, Ribera), el barroco católico se hizo triunfante para demostrar la superioridad de la Iglesia romana (Rubens, Pietro da Cortona, Bernini), en una fase de exuberancia decorativa (también se le llama barroco decorativo) que termina por entroncar con el rococó del siglo XVIII (un estilo radicalmente distinto y de carácter civil, incluso libertino, centrado en la intimidad de los interiores palaciegos). Tanto la Monarquía Hispánica, campeona de la contrarreforma desde Felipe II, como las fuerzas dominantes de su sociedad, estimularon el arte religioso de un modo inigualado, haciendo del barroco español, el barroco flamenco y el barroco napolitano los ejemplos más evidentes de esa identificación entre estilo e ideología.
Posteriormente, el término "barroco" se aplicó a la totalidad de las producciones artísticas del siglo XVII, incluidas las de la Europa protestante. Este barroco protestante incluye la pintura holandesa (ya nítidamente desvinculada de la pintura de Flandes católico), que no destacó por la abundancia de sus temas religiosos, no demandados por la austeridad del culto calvinista (de hecho, la única tela de tema religioso de Vermeer es una Alegoría de la fe católica que le debió encargar un católico de Delft); y la arquitectura inglesa, que planteó la Catedral de San Pablo de Londres, de Christopher Wren, como un desafío a San Pedro de Roma. También hay algunos destacados ejemplos de arquitectura holandesa en edificios religiosos, donde se busca la concentración de la atención de los fieles no en el ábside, sino en el púlpito o el órgano; como la Ronde Lutherse Kerk en Ámsterdam, de Adriaan Dortsman o la Nieuwe Kerk en La Haya de Pieter Noorwits y Bartholomeus van Bassen. El barroco protestante alemán tiene como principal exponente la Frauenkirche en Dresde, de George Bähr (luterana, a pesar de su nombre, que significa "iglesia de la Virgen").
El barroco colonial, extendido a la América española y portuguesa y a Filipinas, no se limitó a la reproducción de las formas europeas, sino que produjo un sincretismo artístico paralelo al sincretismo que se estaba produciendo en la propia religiosidad popular.
El barroco musical religioso de Bach, Vivaldi o Haendel es identificable no tanto con las creencias religiosas personales de sus autores, sino con los comitentes protestantes, católicos o anglicanos.

### Arte de la Edad Contemporánea
Con la llegada de una noción secular, no sectaria, universal del arte en la Europa Occidental del siglo XIX, el arte antiguo y medieval cristiano empezó a ser coleccionado teniendo en cuenta la apreciación artística más que la adoración, mientras tanto el arte cristiano contemporáneo fue considerado marginal. Ocasionalmente artistas seculares trataron los temas cristianos (Bouguereau, Manet), pero solo en raras ocasiones un artista cristiano era incluido en el canon histórico (tal como Rouault o Stanley Spencer). Sin embargo, muchos artistas modernos como Eric Gill, Marc Chagall, Henri Matisse, Jacob Epstein, Elizabeth Frink y Graham Sutherland han producido piezas de arte reconocidas para las iglesias.

#### Neoclasicismo e historicismos
El neoclasicismo, heredero del clasicismo del siglo XVII, se convirtió en el estilo artístico triunfante en la segunda mitad del siglo XVIII. Su institucionalización por las academias (academicismo) le hizo sobrevivir a lo largo de toda la Edad Contemporánea como el gusto artístico convencional. Las producciones de arte religioso, que respondían al conservadurismo de su clientela, se ajustaron habitualmente a este estilo, sin concesiones a los desafíos estéticos de las sucesivas revoluciones artísticas.
La opción estética por una vuelta al pasado se expresó igualmente en el gran éxito de la arquitectura historicista (neobizantino, neorrománico, neogótico, neomudéjar) y el eclecticismo (combinación de elementos de diferente origen —también se emplea el término despectivo pastiche—); que se extendieron cronológicamente hasta el siglo XX.
Se aprecia esta influencia artística tanto en pintura como en escultura aun en países alejados de las metrópolis en donde se cultivó el neoclasicismo (fuertemente vinculado al clasicismo, al Renacimiento europeo y al eclecticismo). En efecto, en Hispanoamérica han convivido expresiones artísticas religiosas tanto de impronta mestiza como europea. 

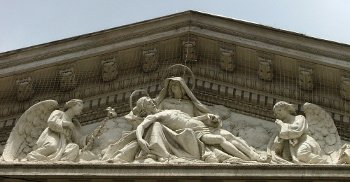
Estatuas en el exterior de la iglesia Nuestra Señora de la Piedad, Buenos Aires, Argentina.

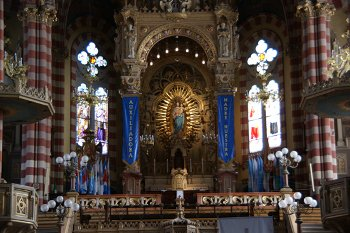
Altar de la iglesia San Carlos de Borromeo y María Auxiliadora, también conocida como María Auxiliadora, en Buenos Aires, Argentina. Se aprecia la influencia del clasicismo y estilo barroco europeo en América del Sur.

#### Realismo y prerrafaelismo
El realismo francés, tal como fue definido por Courbet y su círculo, era un movimiento revolucionario tanto estéticamente como políticamente. Tal condición le situaba en el lado opuesto de la clientela católica tradicional. No obstante, la espiritualidad individual de pintores como Millet o Daumier se expresaron en muestras genuinas de arte cristiano. No tan evidente es la inspiración cristiana de algunas representaciones de temas religiosos tradicionales, como la Magdalena penitente, cuya abundancia a mediados del siglo XIX puede deberse a otras motivaciones. Algunos pintores, como el decadentista Félicien Rops utilizaban los temas religiosos con una explícita intención provocativa o incluso blasfema.
En Alemania o Inglaterra, los denominados "nazarenos" y "pre-rafaelitas" buscaban la pureza (a la vez artística y religiosa) en el retorno a un momento pasado de la historia del arte, que imaginaban ingenuo y desprovisto de artificios tanto barrocos como academicistas.

The Light of the World ("la Luz del Mundo") was celebrated as a genuinely English religious painting which owed little to the Catholic traditions of the European masters and employed a visual equivalent of the verbal language of English Protestantism. Its emotive effect on Victorian viewers, since decried as sentimentality, seems to have been profound. In rejecting the religious iconography of earlier painters promoted by the Royal Academy, Hunt, Madox Brown and Millais had carried out one part of the Pre-Raphaelite programme in the field of religious painting. It seemed as if they effected a kind of visual Reformation, replacing the Catholic with the Protestant, the old faith of replicating the Old Masters with the new creed of 'truth to nature'. But how could Pre-Raphaelite naturalism be achieved in a figurative, religious art, without creating the kind of uncomfortable juxtaposition of real and symbolic we have noted in Dyce's later The Man of Sorrows ("Varón de dolores") and in The Light of the World?

#### Impresionismo, postimpresionismo y modernismo
A pesar del indiferentismo religioso o el anticlericalismo de buena parte del entorno artístico no oficial en que se desarrollaron los movimientos innovadores de finales del siglo XIX, la espiritualidad cristiana, más o menos heterodoxa, estuvo presente en sus creaciones. En el caso de Gaudí, su religiosidad no solo era muy profunda, sino que estaba completamente integrada en las estructuras eclesiásticas, hasta tal punto que se ha iniciado su proceso de beatificación.

#### Vanguardias
Además de con las obras religiosas características de parte de la trayectoria de algunos pintores vinculados a las vanguardias artísticas como Dalí (Cristo de San Juan de la Cruz, La última cena, Corpus hypercubus, La Madonna de Port Lligat) o Marc Chagall (vidrieras), el arte cristiano del siglo XX se renovó estéticamente gracias al gran impacto visual de la arquitectura de los movimientos vanguardistas (arquitectura expresionista —Expressionistische Kirchenmalerei—, Bauhaus, funcionalismo, racionalismo, organicismo, Movimiento Moderno), que se aplicaron, no sin escándalo, a algunos edificios religiosos. El Movimiento Litúrgico iniciado por Johannes van Acken (La construcción cristocéntrica de iglesias, 1922) influyó en un cambio de sensibilidad del cristianismo hacia los espacios de culto, que se fue concretando en algunas experiencias arquitectónicas, tanto en edificios católicos como en protestantes (Dominikus Böhm, Otto Bartning). Ya en la segunda mitad del siglo, la profunda renovación que supuso para el catolicismo el Concilio Vaticano II se expresó en todas las artes; así como otras sensibilidades ideológica o estéticamente más conservadoras.

### Artículos devocionales y arte popular
Desde la aparición de la imprenta, la venta de reproducciones de obras piadosas ha sido un elemento importante de la cultura cristiana popular. En el siglo XIX esta actividad incluía a pintores de escena de género como Mihály Munkácsy. Con la invención de la litografía a color aumentó la circulación de las denominadas "estampitas", utilizadas como método de recaudar fondos, como reclamo publicitario para santuarios y como recurso educativo para la catequesis o las escuelas dominicales.
Son muy exitosos comercialmente algunos artistas calificados de "cristianos", como los estadounidenses Thomas Blackshear y Thomas Kinkade o los españoles Kiko Argüello e Isabel Guerra ("la monja pintora"), aunque su valoración en el mundo del arte es como un subgénero kitsch. La imagen devocional The Head of Christ (1924-1940) de Warner Sallman se considera la imagen devocional más reproducida.

## Temas iconográficos
La mayor parte de la población antes de la Edad Contemporánea no sabía leer, y mucho menos podía acceder a los textos sagrados en latín. El arte era una manera muy accesible de entender el mensaje cristiano, y fue profusamente empleado por la Iglesia como mecanismo de catequesis. La escultura románica ha sido calificada como "evangelio de piedra". La iconografía era ampliamente conocida, con lo que bastaba con representar símbolos identificativos de un santo o escena para que el fiel supiera a qué se refería (las llaves que identifican a San Pedro, los clavos, tenazas y escalera que identifican a la Pasión —Arma Christi—, el lirio que identifica la virginidad —de María o de las santas, vírgenes y mártires—, la palma que identifica el martirio —cada mártir se identifica por un instrumento de tortura, como la espada, las flechas o la parrilla, o una parte del cuerpo cortada, como la cabeza, los ojos o los senos; y los colectivos por su número y lugar—, etc.)
Los temas iconográficos más frecuentes en el arte cristiano son los relativos al ciclo de la vida de Cristo, a la Virgen María y a las de los mártires y santos (especialmente los vinculados a las devociones más extendidas, vinculadas a órdenes religiosas o a leyendas populares —Leyenda Aurea—). Los comitentes suelen encargar la representación de sus santos patronímicos o santos de su particular devoción; para representar a varios santos juntos no es necesario que hayan protagonizado conjuntamente ningún episodio real, ni siquiera que hayan sido contemporáneos: como se les supone presentes en el Paraíso hace que puedan representarse en una sacra conversazione.

### Ciclos del Antiguo Testamento
En el arte cristiano son muy frecuentes ciertos temas del Antiguo Testamento, especialmente de los libros del Génesis y el Éxodo: creación del mundo, el Paraíso terrenal, Caín y Abel, los patriarcas (arca de Noé, sacrificio de Isaac, Esaú y Jacob, José en Egipto, Moisés), los profetas y las historias de David y Salomón.
Algunos de ellos se hicieron particularmente atractivas a pintores y público comprador a partir de la constitución de un mercado de arte independiente de los encargos eclesiásticos, por permitir la representación de desnudos o escenas escabrosas o violentas. Las representaciones de Adán y Eva son muy habituales en todas las épocas, pero esa circunstancia no se dio hasta el Renacimiento para otros temas más recónditos, como el de las hijas de Lot (que seducen a su padre), Susana en el baño (que es espiada por unos malvados viejos que terminan recibiendo su merecido castigo), David y Goliat (tema adoptado como identificativo de las virtudes cívicas por la ciudad de Florencia), y dos temas en que sendas mujeres traicionan a hombres: Sansón y Dalila y Judith y Holofernes (de forma similar al tema de Salomé con la cabeza del Bautista en el Nuevo Testamento).

### Ángeles, personificaciones y colectivos
La representación de ángeles (aislados o formando los coros angélicos) o de personificaciones de pecados (los siete capitales) o virtudes (también siete: las tres teologales y las cuatro cardinales) es también relativamente frecuente; así como de otros colectivos numéricamente convencionales (los diez mandamientos, los cuatro evangelistas —tetramorfos—, los doce apóstoles —apostolados, Pentecostés—, los ocho doctores de la Iglesia —cuatro occidentales y cuatro orientales—, los jueces, reyes y profetas de Israel, las once mil vírgenes, los catorce santos auxiliadores, etc.)

### Ciclo de la vida de Cristo
El ciclo de la vida de Cristo comienza incluso antes de su nacimiento, con la genealogía de Cristo (Árbol de Jesé) y el misterio de la Encarnación (la concepción milagrosa de Cristo en María por obra del Espíritu Santo, que se produce tras la Anunciación), además de las escenas evangélicas que suceden mientras la Virgen está embarazada (Maria Gravida, Visitación).
El ciclo de la Natividad incluye varias escenas que se representan profusamente no solo en pintura, sino en el belenismo:
- Adoración de los pastores
- Adoración de los Reyes Magos
- Matanza de los inocentes
- Huida a Egipto, Descanso en la huida a Egipto

La infancia de Cristo, la adolescencia de Cristo y el resto de la denominada vida privada de Cristo (hasta los treinta años), muy poco tratada en los evangelios canónicos tiene también tratamiento en el arte:
- Circuncisión de Jesús
- La Sagrada Familia
- Santa Ana, la Virgen y el Niño
- Virgen con el Niño y San Juanito, que debe diferenciarse de su representación en edad adulta, denominada Deesis (Cristo flanqueado por la Virgen y San Juan Bautista)
- Jesús y los doctores del Templo

Los episodios siguientes a la predicación de Juan el Bautista (el Bautismo de Jesús, el ayuno en el desierto y la tentación de Cristo) inician la vida pública de Cristo con la vocación de los apóstoles y el resto de las escenas evangélicas (acuñadas muy a menudo en perícopas —pasajes famosos—), incluyendo las parábolas y los múltiples milagros de Cristo:
- Bodas de Caná
- Jesús en casa de Marta y María, las hermanas de Lázaro de Betania
- La mujer que perfuma los pies de Cristo (en algunas tradiciones se identifica con María Magdalena, aunque no se la nombra en este episodio en ninguno de los Evangelios, y sí a María de Betania, la hermana de Lázaro)[37]
- Cristo y la adúltera (El que esté libre de pecado, que tire la primera piedra)
- Cena en casa de Leví (No he venido a por los justos, sino a por los pecadores)[38]
- El tributo de la moneda o La moneda en la boca del pez (Al César lo que es del César)[39]
- Bienaventuranzas
- Multiplicación de los panes y los peces
- Jesús caminando sobre las aguas y salvando a Pedro, que intentó imitarle (Hombre de poca fe)[40]
- La tempestad calmada[41]
- La pesca milagrosa
- Cristo expulsando a los demonios o Cristo exorcizando a un energúmeno[42]
- Cristo curando al leproso[43]
- Cristo curando al criado del centurión de Cafarnaún (Señor, yo no soy digno de que entres en mi casa)[44]
- Cristo curando al paralítico, escena que ocurre en dos ocasiones, una de ellas en la piscina de Siloé (Levántate y anda)[45]
- Curación del ciego de nacimiento
- Curación de la hija de Jairo
- Curación de la hemorroísa
- Curación de la mujer que toca la túnica de Cristo[46]
- Resurrección de Lázaro
- Confesión de San Pedro o primacía de San Pedro (Tú eres Pedro y sobre esta piedra edificaré mi iglesia). La visión católica y protestante sobre este pasaje es radicalmente diferente.
- Transfiguración de Cristo

La Entrada de Cristo en Jerusalén y la Expulsión de los mercaderes del Templo dan paso al último día de vida de Jesús, que se inicia con El lavatorio y La Última Cena y continúa con el ciclo de la Pasión: la oración en el huerto de Getsemaní, el prendimiento de Cristo con el beso de Judas (la traición de Judas con la escena de las treinta monedas de plata o su posterior ahorcamiento son también muy representadas) y el Juicio de Jesús (que incluye su itinerario ante distintas instancias —los sacerdotes judíos Anás y Caifás, el rey Herodes y el gobernador romano Pilatos—, las negaciones de San Pedro, la flagelación de Cristo, la coronación de espinas, Cristo atado a la columna y la escena denominada con la frase latina Ecce Homo —"he aquí al hombre"—, con la que Herodes presentó a Cristo al pueblo congregado ante el Pretorio, dándole a elegir entre Jesús y Barrabás).
El Viacrucis ("camino de la cruz" en latín) es una devoción que secuencia trece "estaciones" plasmadas en diversas formas de representación artística (a veces limitada a la numeración o a un camino flanqueado por cruces). Comienza con la condena a muerte e incluye varias escenas de caída en el camino de la Cruz, la ayuda de Cirineo, el encuentro con la Virgen y con varias mujeres, el paño de Verónica, el expolio de Cristo (con el sorteo de su túnica inconsútil a los dados) y las escenas de la Crucifixión de Cristo: Jesús clavado en la Cruz, La Elevación de la Cruz (no es como tal una estación del Viacrucis, pero tiene, como todas las demás escenas, muy abundante representación iconográfica por sí misma), Cristo entre los dos ladrones y varias escenas posteriores a la muerte de Cristo. En las horas que transcurren en el Calvario o Gólgota dio tiempo a varias escenas que se representan con mayor o menor frecuencia: las siete palabras (las últimas que pronunció Cristo tal como se recogen en los Evangelios, especialmente la presentación mutua a Juan y a la Virgen como madre e hijo, Longinos alanceando a Cristo, etc. Los tres días de la muerte de Cristo se inician con el Descendimiento de la Cruz y la escena más patética: la Piedad (Pietá), seguida por el Santo entierro, donde también se pueden incluir algunas tipologías complejas (Varón de dolores, las Cinco Llagas, Arma Christi —los instrumentos de la pasión—, Imago Pietatis o Cristo de la misa de San Gregorio, Cristo doliente o de la paciencia, Cristo pensativo, Misericordia domini, Cristo sostenido por los ángeles, etc.)
La Resurrección de Cristo y las representaciones de las apariciones de Jesús resucitado (Noli me tangere, Las Tres Marías, Los discípulos de Emaús, La incredulidad de Tomás) culminan con la Ascensión de Jesús, el descenso de Jesús a los infiernos (Anastasis) y el recibimiento de Cristo en la Gloria, momento reflejado en algunas de las representaciones de la Santísima Trinidad.
Otras escenas en que se representa a Cristo no son propiamente evangélicas, como las escenas del libro de los Hechos de los Apóstoles (martirio de San Esteban, conversión de San Pablo) o las numerosas visiones del Apocalipsis, entre las que puede incluirse el concepto de El Juicio Final; así como, ya totalmente fuera de los textos bíblicos, las múltiples apariciones y visiones de Jesucristo a santos de todas las épocas, o el rompimiento de Gloria que, convencionalmente y para muy distintos contextos, permite ver en un plano superior, entre nubes y resplandores, la Divina Gloria.

## Ciclos de vidas de santos
Las hagiografías (vidas de santos) y los martirologios dieron una abundantísima base de inspiración iconográfica.